# アルスマグナ (音楽ユニット)
アルスマグナ（ARSMAGNA）は、「私立九瓏ノ主（）学園」に通う高校生5人とぬいぐるみ1匹によって構成される日本の2.5次元コスプレダンスユニットである。株式会社プランチャイムと業務提携している。レコード会社はユニバーサルJ。2011年に高校生4人と教諭1人、ぬいぐるみ1匹で結成。2015年2月18日にメジャーデビュー。2020年3月29日に新たに6人がグループに加入、2021年12月31日にオリジナルメンバーの5人が卒業。2023年9月30日には二期生メンバーの東郷スバルが卒業し現在の5人と1匹体制となる。ファンは「メイト」ないしは「メイトちゃん」と称される。

## メンバー
| 名前                           | 漢字表記    | 誕生日   | メンバーカラー | 備考                               |
| 二期生                         | 二期生      | 二期生   | 二期生         | 二期生                             |
| ------------------------------ | ----------- | -------- | -------------- | ---------------------------------- |
| 小日向 タケル(こひなた たける) | 小日向 尊   | 1月5日   | 橙             | 2年D組                             |
| 津田 ダイチ(つだ だいち)       | 津田 大地   | 3月30日  | ライムグリーン | 1年A組、津田リクの双子の兄         |
| 津田 リク(つだ りく)           | 津田 陸     | 3月30日  | 青緑           | 1年D組、津田ダイチの双子の弟       |
| 弓削 ミコト(ゆげ みこと)       |             | 1月19日  | 水色           | 3年F組                             |
| 宇迦野 リンネ(うかの りんね)   | 宇迦野 輪廻 | 9月21日  | 赤紫           | 1年F組                             |
| 東郷 スバル(とうごう すばる)   |             | 10月25日 | 白             | 2年C組、図書委員長                 |
| コンスタンティン               | -           | -        | 桃             | うさぎのぬいぐるみ                 |
| 一期生                         |             |          |                |                                    |
| 神生 アキラ(かのう あきら)     | 神生 燐     | 8月5日   | 赤             | 2年A組                             |
| 泉 奏(いずみ そう)             | 泉 奏       | 9月11日  | 青             | 2年A組、風紀委員長                 |
| 朴 ウィト(ぱく うぃと)         | 朴 偉土     | 4月1日   | 緑             | 1年B組                             |
| 榊原 タツキ(さかきばら たつき) | 榊原 樹     | 8月6日   | 黄             | 3年C組、ダンス部部長               |
| 九瓏ケント(くろう けんと)      | 九瓏 遣人   | 4月24日  | 紫             | 2年A組担任、化学教諭、ダンス部顧問 |

## プロフィール
※公式から発売の「アルスマグナ 九瓏ノ主学園 設定資料」をもとに記述。

### アルスマグナ
【二期生】
小日向 タケル(こひなた たける)
クラス:2年D組　年齢:17歳　誕生日:1月5日　血液型:O型　身長:168cm　委員会:無所属　部活:ダンス部　利き手:右利き　得意なダンスジャンル:不明
趣味・特技:殺陣、三線　好きなもの:生タコの寿司　嫌いなもの:パセリ　好きな教科:体育　嫌いな教科:数学　好きな漫画:七つの大罪

#### 津田 ダイチ(つだ だいち)
クラス:１年A組　年齢:16歳　誕生日:3月30日　血液型:O型　身長:176cm　委員会:無所属　部活:ダンス部　利き手:右利き　得意なダンスジャンル:KRUMP
趣味・特技:ナンパ　好きなもの:不明　嫌いなもの:トマト、グリーンピース、グレープフルーツ　好きな教科:体育　嫌いな教科:物理　好きな漫画:僕のヒーローアカデミア

#### 津田 リク(つだ りく)
クラス:1年D組　年齢:16歳　誕生日:3月30日　血液型:O型　身長:176cm　委員会:無所属　部活:ダンス部　利き手:左利き　得意なダンスジャンル:不明
趣味・特技:努力　好きなもの:プリン　嫌いなもの:トマト　好きな教科:国語　嫌いな教科:数学　好きな漫画:東京リベンジャーズ

#### 弓削 ミコト(ゆげ みこと)
クラス:3年F組　年齢:18歳　誕生日:1月19日　血液型:B型　身長:165cm　委員会:無所属　部活:ダンス部　利き手:右利き　得意なダンスジャンル:不明
趣味・特技:踊ること　好きなもの:きゅうり、バナナ　嫌いなもの:しいたけ、ピーマン、貝、えび、海鮮類　好きな教科:英語　嫌いな教科:体育　好きな漫画:ギャングキング

#### 宇迦野 リンネ(うかの りんね)
クラス:1年F組　年齢:16歳　誕生日:9月21日　血液型:A型　身長:161cm　委員会:無所属　部活:ダンス部　利き手:右利き　得意なダンスジャンル:不明
趣味・特技:ものまね・サックス　好きなもの:グミ、濃いお茶　嫌いなもの:しいたけ　好きな教科:化学　嫌いな教科:英語　好きな漫画:不明　

#### 東郷 スバル(とうごう すばる)
クラス:2年C組　年齢:17歳　誕生日:10月25日　血液型:A型　身長:171cm　委員会:図書委員会(委員長)　部活:ダンス部　利き手:右利き　得意なダンスジャンル:不明
趣味・特技:読書　好きなもの:不明　嫌いなもの:なし　好きな教科:現代文　嫌いな教科:数学　好きな漫画:こちら葛飾区亀有公園前派出所

#### コンスタンティン(こんすたんてぃん)
クラス:なし　年齢:(16歳)　誕生日:不明　血液型:不明　身長:100cm　委員会:無所属　部活:ダンス部　利き手:右利き　得意なダンスジャンル:バレエ
趣味・特技:世界征服　好きなもの:プリンセストルタ　嫌いなもの:シュールストレミング　好きな教科:なし　嫌いな教科:なし　好きな漫画:おねがいマイメロディ

【一期生】
神生 アキラ（かのう あきら）
クラス:2年A組　年齢:17歳　誕生日:8月5日　血液型:O型　身長:172cm　委員会:無所属　部活:ダンス部　利き手:左利き　得意なダンスジャンル:ロックダンス　
趣味・特技:バスケ、歌、絵画、剣道　好きなもの:うどん　嫌いなもの:しいたけ　好きな教科:国語、体育、美術　嫌いな教科:数学、化学　好きな漫画:スラムダンク

#### 泉 奏（いずみ そう）
クラス:2年A組　年齢:17歳　誕生日:9月11日　血液型:B型　身長:174.5cm　委員会:風紀委員会(委員長)　部活:ダンス部　利き手:右利き　得意なダンスジャンル:ジャズダンス　
趣味・特技:ピアノ　好きなもの:和食　嫌いなもの:特になし　好きな教科:数学　嫌いな教科:なし　好きな漫画:クレヨンしんちゃん

#### 朴 ウィト(ぱく うぃと)
クラス:1年B組　年齢:16歳　誕生日:4月1日　血液型:A型　身長:175.5cm　委員会:無所属　部活:ダンス部　利き手:右利き　得意なダンスジャンル:ストリートダンス　
趣味・特技:ヒューマンビートボックス、動物の気持ちがわかる　好きなもの:サムギョプサル、キムチ、スンドゥブ　嫌いなもの:セロリ　好きな教科:数学、体育　嫌いな教科:国語　好きな漫画:黒子のバスケ

#### 榊原 タツキ(さかきばら たつき)
クラス:3年C組　年齢:18歳　誕生日:8月6日　血液型:B型　身長:168cm　委員会:無所属　部活:ダンス部(部長)　利き手:右利き　得意なダンスジャンル:ブレイクダンス、ヒップホップ　
趣味・特技:お菓子作り、弓道　好きなもの:スイーツ全般　嫌いなもの:しいたけ、なす、そら豆、苦いもの　好きな教科:国語、社会　嫌いな教科:数学　好きな漫画:鋼の錬金術師

#### 九瓏 ケント(くろう けんと)
クラス:2年A組(担任)　年齢:38歳　誕生日:4月24日　血液型:O型　身長:173cm　委員会:無所属　部活:ダンス部(顧問)　利き手:右利き　得意なダンスジャンル:なし
趣味・特技:占い　好きなもの:ラーメン　嫌いなもの:野菜全般　好きな教科:日本史、体育、(化学)　嫌いな教科:数学　好きな漫画:範馬刃牙

## 略歴
2011年
- 10月22日、ニコニコ生放送にて毎月第1・第3土曜日に「コス☆メン」を開始した。

2012年
- 1月28日、中々出られるイベントがない為自分たちで「コス☆メン フェスティバル」を立ち上げる。
- 3月31日、「東京国際アニメフェア 超！ステーション2012」で2013年度の公式テーマに『姫に届け』が採用された。
- 6月6日、投稿動画で最も古い「十六夜涙(薄桜鬼)で踊ってみた アルスマグナ」をニコニコ動画に投稿。

2013年
- 1月24日、「脳漿炸裂ガール  【アルスマグナ】 ガッツリ踊ってみた！へろへろ～」を投稿。早送りダンスとして話題になる。
- 6月22日～23日、「Flash Memory360°vol.4～360度踊ってみたLive!!～＜チームめもりー＞」に出演。初めて踊ってみたのイベントに参加する。
- 8月16日～18日、目標であった「ニコニコ夏マスター3日目 踊ってみたの祭典 ニコニコダンスマスターFINAL」に出演。これを含め3日間「ニコニコ夏マスター」に出演した。
- 10月4日、「アルスマグナの金曜ニコラジ～九瓏ノ主学園2.5時限目!!～」がニコニコ動画で放送開始。ニコニコ公式で3ヶ月の短期レギュラーとなる。
- 11月1日～４日、アルスマグナ主演初舞台「クロノステージvol.1～コンスタンティンを捜せ!～」を行う。チケットもファンクラブで即完売となる。

2014年
- 1月6日～9日、シンガポールからニコラジに出演。
- 3月10日、「【アルスマグナ】男5人で ギガンティックO.T.N 熱く踊ってみた」が投稿動画として初の100万再生を達成。
- 9月14日、「コス☆メン」を「コス★メン♂～Hyper!!～」に名前を変更して復活。月1で放送開始。
- 11月3日、「【アルスマグナ】＋♂【踊ってみた】」が100万再生達成。

2015年
- 2月18日、1stシングル『ミロク乃ハナ』をリリースしメジャーデビューを果たす。同曲は『ミロク乃ハナ』はTBS系列の「COUNT DOWN TV」の2月のエンディングテーマに採用された。またヒストリーアルバム『アルスマグナ In The Box』も発売。
- 4月26日から6月21日にかけて毎日放送における初の冠番組「アルスマグナ ～半熟男子の野望～」が放送[1]。
- 6月16日、ヤマハから神生アキラの声によるVOCALOID 『VOCALOID4 Library アルスロイド』が発売。[2]
- 8月26日、2ndシングル『ひみつをちょーだい』をリリース。同曲はテレビ東京系列アニメ「実は私は」のオープニングテーマに採用された。[3] 振り付けはパパイヤ鈴木が担当している。
- 8月31日発売の『B's-LOG COMIC Vol.32』で不二原理夏による漫画『私立九瓏ノ主学園アルスマグナ活動日誌』の連載が始まる。[4]
- 9月15日、「【アルス先僕SLHパンmen】一触即発☆禅ガール踊ってみた【釈迦力男塾】」が100万再生達成。
- 9月18日、ファーストアルバム『ARSWORLD』から新曲『世紀末スクールウォーズ』がテレビアニメ「DD北斗の拳２イチゴ味+」の主題歌に採用される。
- 10月2日、東海ラジオにおいて「私立九瓏ノ主学園放送室 ～アルスマグナ情報局～」の放送が開始される。
- 11月11日、1stアルバム『ARSWORLD』をリリース[5]。

2016年
- 1月3日、日本武道館において「ARSMAGNA Special Live 私立九瓏ノ主学園 迎春祭」が開催、7000人の観客が集まった[6]。
- 1月15日、「【アルスマグナ】男5人で ギガンティックO.T.N 熱く踊ってみた」が200万再生達成。
- 3月9日、4thシングル『マシュマロ』をリリース。同曲はテレビ朝日系列「musicる TV」の3月のエンディングテーマに採用された。
- 9月14日、「【アルスマグナ】+♂【踊ってみた】」が200万回再生達成。
- 9月17日、初主演映画『ザ・ムービー アルスマグナ危機一髪!』が公開。[7]

2017年
- 1月14日・2月5日、アジアツアーを行う。（上海・香港）
- 3月28日、2度目の日本武道館ライブ「ARSMAGNA Special Live 私立九瓏ノ主学園 平成28年度 全国生徒決起集会」が開催された[8]。
- 9月23日、「【アルスマグナ】ぴんこすてぃっくLuv」がYouTubeで100万回再生達成。
- 10月22日、「【アルスマグナ】クラウドライダー【踊ってみた】」がニコニコ動画で100万回再生達成。

2018年
- 1月31日、me can jukeが1stミニアルバム『FIRE or ICE』をリリース。その中から『ガードレールに口づけて』がテレビ東京系列「プレミアムMelodiX!」の2月のエンディングテーマに採用された。
- 5月30日、2ndDVDシングル『アルス・ブートキャンプ』を発売。オリコンDVDランキングで初のウィークリー1位を獲得した。[9]
- 6月1日～3日、舞浜アンフィシアターにて「ARSMAGNA SPECIAL LIVE 私立九瓏ノ主学園 創立記念オープンキャンパス」が開催された。
- 8月25日、公式Twitterにて漫画「アルスマグナの奇妙で平凡な日常」が連載開始。(毎月５日、15日、25日に更新。)
- 10月4日、｢【ぽこた×アルスマグナ×AiZe】ワンチャン僕の女神様っ！！！踊ってみた｣がYouTubeで100万回再生達成。
- 11月23日、「ニコニコ超パーティー2018」に2年ぶりに出演。

2019年
- 3月2日、「【アルスマグナ】桔梗の涙【和装乱舞】」がYouTubeで100万回再生達成。
- ３月、部活動の規約が変更。ダンス部を存続するため、小日向タケル・津田ダイチ・津田リク・弓削ミコト・宇迦野リンネ・東郷スバルの６人がダンス部に入部する。
- 6月15日、メディコム・トイで展開中の「VAG（VINYL ARTIST GACHA）」の第19弾にアルスマグナからコンスタンティンとVAG MORRISがコラボ。「CONSTANTINE -Friend of MORRIS-」を発売。
- 11月27日、アルスマグナ初のベストアルバム『ARS THE  BEST』発売。その中から『エグいくらい超マグナ』がテレビ東京系列「プレミアムMelodiX!」の11月のエンディングテーマに採用された。
- 11月28日、ニコラジパーク木曜日に泉奏、朴ウィト、榊原タツキ、九瓏ケントが初登場。
- 12月末、DMMスクラッチにて「アルスマグナスクラッチ」販売。

2020年
- 2月1日、第19弾にラインナップされたアルスマグナからコンスタンティンとVAG MORRISが再びコラボレーション。「CONSTANTINE -Friend of MORRIS- アルスマグナ変身ver.」が、タワーレコード限定版として登場。
- 2月23日、踊ってみたの祭典「ニコニコダンスマスター」が「ダンマスワールド」となって7年ぶりに復活し、出演する。
- 3月29日、ダンス部の新入部員だった小日向タケル・津田ダイチ・津田リク・弓削ミコト・宇迦野リンネ・東郷スバルの６人が新たにアルスマグナに加入する。
- 4月24日、約6年ぶりに「コス★メン♂～Hyper!!～」から「コス★メン♂R!!!」となってYouTubeで復活。月一不定期配信を開始。
- 7月4日、コンスタンティンが「もふもフレンズ」とコラボマスコットを発売。
- 8月4日、6年振りにアキラとタツキの合同バースデーイベント「AT☆Fes！2020」が生配信で開催。
- 8月10日、オンライン開催「ダンマスワールド2-The Next World-」に出演。
- 8月12日、2年ぶりに新メンバー加入後初となるDVDシングル『My Little HERO』を発売。テレビ東京系列「プレミアムMelodiX!」の8月のエンディングテーマに採用された。
- 8月13日、ニコラジパークが全曜日、ニコニコネット超会議2020夏と連動し、オンラインでも見ることのできるラジオ「超JFN」を開催。ニコラジパーク木曜日に小日向タケル、宇迦野リンネがゲスト出演。
- 8月22日、スペースシャワーTVプラスにて「アルスマグナスペシャル(MV特集)」が放送。
- 8月27日、ひなたかほりさん描き下ろしイラスト「アルスマグナオリジナル切手セット」をFC会員限定発売。
- 9月21日、DMMスクラッチにて「アルスマグナスクラッチ第二弾」販売。
- 12月23日、TOoKA BASE完全ワイヤレスイヤホン「アルスマグナモデル(全2種)」発売。ジャージver.には、神生アキラ・朴ウィト・榊原タツキ・コンスタンティン・弓削ミコト・東郷スバルの音声が、制服ver.には、泉奏・九瓏ケント・小日向タケル・津田ダイチ・津田リク・宇迦野リンネの音声が収録されている。

2021年
- 2月10日、「アルスマグナの奇妙で平凡な日常」コミックス＋アルスマグナ・メンバー別チャレンジムービー動画カードスペシャルセットが販売。
- 4月17日～５月7日、アルスマグナ×Creators' Merch "Oshito"コラボ開催。
- 4月21日、DVDシングル『Bim Bim Bump！』を発売。
- 7月1日、20時にYouTubeの生配信にて神生アキラ・泉奏・朴ウィト・榊原タツキ・九瓏ケントが2021年12月31日付でアルスマグナを卒業することを発表。2022年からは小日向タケル・津田ダイチ・津田リク・弓削ミコト・宇迦野リンネ・東郷スバル・コンスタンティンの6人と1匹で活動を続けていくことが決まった。
- 8月18日～22日、「クロノステージvol.5 憧憬のConflict」が開催。出演は新メンバー6人。脚本・演出は神生アキラが担当した。
- 9月23日、「ダンマスワールド3 CROSS OVER and ASSEMBLE」に出演。前回は10人と1匹での参加だったため、今回が最初で最後の11人と1匹での参加となる。楽曲は「クラウドライダー」と「＋♂」を披露。また、泉奏は「★」、朴ウィトは「例のユニット」、榊原タツキはシークレットコラボ演目としてそれぞれコラボに参加した。
- 10月8日～10日、11人と1匹初のアルスマグナ FCツアー「私立九瓏ノ主学園ダンス部　Farewell Trip」を開催。
- 12月18日～1月31日、ARSMAGNA Special Tour 2021「超グラデュエーションパーティー！」の開催を記念して、アルスマグナとCreators' Merch "Oshito"のコラボ開催。
- 12月31日、アルスマグナ一期生最後の動画用に40mPが新曲制作。アルスマグナ11人と1匹最後の踊ってみた動画「【アルスマグナ】＃手をつなごう【踊ってみた】オリジナル振付」が投稿。同日、神生アキラ・泉奏・朴ウィト・榊原タツキ・九瓏ケント卒業。

2022年
- 1月1日、二期生でのアルスマグナの活動がスタート。
- 2月11日～14日、「『P.P.P 222 ～Prime Poetical Party～』」にゲスト出演。
- 4月1日、二期生になって初めての踊ってみた動画「【アルスマグナ】ミライゲイザー【踊ってみた】オリジナル振付」を投稿。
- 4月23日、アルスマグナファンクラブ～α～プレゼンツ 「私立九瓏ノ主学園令和4年度第84回生徒総会」にて、二期生初のシングル「ルーズリーフ」のリリースを発表。
- 6月29日、アルスマグナ二期生初のシングル「ルーズリーフ」をリリース。
- 9月28日、シングル「¿te gusta la piñata?」（テ・ゴスタ・ラ・ピニャータ）をリリース。

2023年
- 2月21日、シングル「アスファイト」をリリース。
- 5月16日、二期生初となるアルバム「いちからアルス」をリリース。
- 6月16日、東郷スバルが同年9月30日付で卒業することを発表。
- 9月26日、シングル「VENUS～僕と踊ろうよ～」をリリース。
- 9月30日、東郷スバル卒業。
- 12月5日、シングル「こいうた。」をリリース。

2024年
- 4月30日、シングル「チェ・チェ・チェキーラ」をリリース。
- 8月27日、シングル「よよよっ！」をリリース。

## 著作権問題
2015年に行われたライブにおいてアルスマグナによってけんまP氏の音楽が無断で使用されたことが明らかになり、翌年1月25日には同ユニットの公式サイト上で同氏らに対して謝罪し、同年2月18日にけんまP氏との合意について公表し関係者に対し改めて謝罪した他、再発防止及び利用許諾のない動画の削除などを実施していることを表明した。

## 新メンバー(二期生)加入
2019年3月、Twitter連載漫画「アルスマグナの奇妙で平凡な日常」とアルスマグナFC～α～会員限定イベント「私立九瓏ノ主学園平成30年度第81回生徒総会」にて部活動の規約が変更。今の部員数ではダンス部を存続できないため、メンバーが一人ずつ新入部員を探し、小日向タケル・津田ダイチ・津田リク・弓削ミコト・宇迦野リンネ・東郷スバルの6人がダンス部に入部することとなった。新入部員の6人は『クロノス学園ダンス部』としてアルスマグナと一緒にイベントに参加し、活動していた。そして、2020年3月29日「クロノステージVol.4 絆ストーリー～Link to smile～」の終演後、新入部員6人をアルスマグナの新メンバーとして迎えることを発表。5人と1匹から11人と1匹になり、新たなアルスマグナとして活動することが決定した。

## オリジナルメンバー(一期生)卒業
2021年7月1日12時に公式Twitterより【重要なお知らせ】として同日の20時YouTubeにて生放送を行うと発表。その生放送にて、2021年12月31日付で神生アキラ・泉奏・朴ウィト・榊原タツキ・九瓏ケントの一期生の卒業が報告された。同日21時に公式Twitterにて改めて卒業報告。
経緯として、2019年頃に神生アキラ・榊原タツキからの卒業の申し入れがあった。卒業の理由として神生アキラは舞台の裏方に就きたい、榊原タツキは約3年前から身体的・精神的に自身の状態が良くないということだった。顧問である九瓏ケントは2019年末に事務所から卒業の話、また神生アキラの願いでアルスマグナを記録のみに残すのでは無く、新メンバーを入れることでアルスマグナ自体を残していきたいと相談されていた。榊原タツキはアルスマグナが10周年の節目のタイミングで、神生アキラは2020年3月29日「クロノステージVol.4 絆ストーリー～Link to smile～」の終演後、アルスマグナに新メンバーを迎えることを発表すると同時に卒業を発表する予定だった。しかし、舞台の前日に一期生だけで話し合いの場を設け、「始めた時も一緒なら辞めるときも一緒だ」と5人の意見がまとまり、舞台では新メンバーの加入だけの報告になったこと、新メンバーの加入は一期生が卒業するためではなく元々神生アキラが卒業することを受けての加入だったと、卒業発表後のブログで九瓏ケントは綴っていた。
2022年からは、小日向タケル・津田ダイチ・津田リク・弓削ミコト・宇迦野リンネ・東郷スバルの二期生、そしてコンスタンティンがアルスマグナを引き継ぎ、11人と1匹から6人と1匹で活動を継続していくことが決定した。

## グループ内ユニット
me can juke (みかんじゅく)
神生アキラと泉奏の同級生ユニット。名前の由来は「未完、未熟、蜜柑」など色々な意味があると説明しており「昭和感漂う正統派アイドルユニット」「とにかくキラキラしたい」を前面に押し出している。me can juke内では、神生アキラは「A-KIRA」泉奏は「WIT-ME」としているが完全な別人設定というわけではない。2017年11月に大阪・東京でワンマンライブを行い、2018年1月にミニアルバム『FIRE or ICE』をリリースしている。

## ディスコグラフィ

### アルスマグナ
シングル
| 発売日 | 発売日  | タイトル                                                | 収録曲 | 規格品番 | 最高位 |
| ------ | ------- | ------------------------------------------------------- | --- | --- | ------ |
| 2015年 | 2月18日 | ミロク乃ハナ                                            | 1.ミロク乃ハナ 2.HIGH FIVE ～Type A.R.S～ 3.SupaStar 4.ミロク乃ハナ (オリジナル・カラオケ) 5.HIGH FIVE ～Type A.R.S～ (オリジナル・カラオケ)                                                                                           | UPCH-5832 (通常盤) UPCH-9986 (初回限定盤A) UPCH-9987 (初回限定盤B) | 9位    |
| 2015年 | 6月24日 | 夏にキスしていいですか？                                | 1.夏にキスしていいですか？ 2.恋の容量∞ 3.夏にキスしていいですか？ (オリジナル・カラオケ) 4.恋の容量∞ (オリジナル・カラオケ) | UPCH-5845 (通常盤) UPCH-7019 (初回限定盤A) UPCH-7020 (初回限定盤B) | 5位    |
| 2015年 | 8月26日 | ひみつをちょーだい                                      | 1.ひみつをちょーだい 2.ココロWORLD 3.ひみつをちょーだい (オリジナル・カラオケ) 4.ココロWORLD (オリジナル・カラオケ) | UPCH-5849 (通常盤) UPCH-7037 (初回限定盤A) UPCH-7038 (初回限定盤B) | 5位    |
| 2016年 | 3月9日  | マシュマロ                                              | 1.マシュマロ 2.旅立つ君へ 3.マシュマロ (オリジナル・カラオケ) 4.旅立つ君へ (オリジナル・カラオケ) | UPCH-5869（通常盤） UPCH-7124 (初回限定盤A) UPCH-7125 (初回限定盤B) | 4位    |
| 2016年 | 7月13日 | サンバDEわっしょい！ feat.九瓏幸子                      | 1.サンバDEわっしょい！ feat.九瓏幸子 2.らぶマタドール 3.サンバDEわっしょい！ feat.アルスロイド＆Sachiko (Hard Dance Rockers Remix) 4.サンバDEわっしょい！ feat.九瓏幸子 (オリジナル・カラオケ) 5.らぶマタドール (オリジナル・カラオケ) | UPCH-5880 (通常盤) UPCH-7163 (初回限定盤A) UPCH-7164 (初回限定盤B) | 4位    |
| 2016年 | 9月21日 | EverYell                                                | 1.EverYell 2.BE-BOP SUMMER BABY 3.SUTEKI☆MUTEKI (美少年隊) 4.EverYell (オリジナル・カラオケ) 5.BE-BOP SUMMER BABY (オリジナル・カラオケ)                                                                                               | UPCH-5885 (映画盤) UPCH-7177 (初回限定盤A) UPCH-7178 (初回限定盤B) | 5位    |
| 2016年 | 11月2日 | 気分上々↑↑ feat.SAE TOKIMIYA                            | 1.気分上々↑↑ feat.SAE TOKIMIYA 2.大切なセツナ 3.気分上々↑↑ feat.SAE TOKIMIYA (オリジナル・カラオケ) 4.大切なセツナ (オリジナル・カラオケ)                                                                                              | UPCH-5889 (通常盤) UPCH-7202 (初回限定盤A) UPCH-7203 (初回限定盤B) | 23位   |
| 2017年 | 3月29日 | 絆ストーリー                                            | 1.絆ストーリー 2.Letter 3.絆ストーリー (オリジナル・カラオケ) 4.Letter (オリジナル・カラオケ) | UPCH-5901 (通常盤) UPCH-7243 (初回限定盤A) UPCH-7244 (初回限定盤B) | 14位   |
| 2017年 | 6月28日 | 全開で行こう                                            | 1.全開で行こう 2.イレギュらレンジャー 3.全開で行こう (オリジナル・カラオケ) 4.イレギュらレンジャー (オリジナル・カラオケ) | UPCH-5951 (通常盤) UPCH-7324 (初回限定盤A) UPCH-77325 (初回限定盤B) | 19位   |
| 2022年 | 6月29日 | ルーズリーフ                                            | 1.ルーズリーフ | |        |
| 2022年 | 9月28日 | 『?te gusta la pinata? （テ・ゴスタ・ラ・ピニャータ）』 | 1.?te gusta la pinata? （テ・ゴスタ・ラ・ピニャータ） 2.RapDeArs （ラップデアルス） | HMPZ-1002 |        |
| 2023年 | 2月21日 | アスファイト                                            | 1.アスファイト 2.はる | HMPZ-1003（Type A 限定盤） HMPZ-1004（Type B 通常盤） |        |
| 2023年 | 9月26日 | VENUS～僕と踊ろうよ～                                   | 1. VENUS ～一緒に踊ろうよ～ 2. DOGGY MAGGIE NIGHT 3. Fullmoon Memories | HMPZ-1007（Type A 限定盤） HMPZ-1008（Type B 通常盤） |        |
| 2023年 | 12月5日 | こいうた。                                              | 1. こいうた。 2. BEAST | HMPZ-1009（豪華盤） HMPZ-1010（限定盤 BEAST ver.） HMPZ-1011（限定盤 タケル ver.） HMPZ-1012（限定盤 ダイチ ver.） HMPZ-1013（限定盤 リク ver.） HMPZ-1014（限定盤 ミコト ver.） HMPZ-1015（限定盤 リンネ ver.） HMPZ-1016（通常盤） |        |
| 2024年 | 4月30日 | チェ・チェ・チェキーラ                                  | 1.チェ・チェ・チェキーラ | HMPZ-1017（Type A 限定盤） HMPZ-1018（Type B 通常盤） |        |
| 2024年 | 8月27日 | よよよっ！                                              | 1.よよよっ！ 2.無限閃光 | HMPZ-1019（Type A 限定盤） HMPZ-1020（Type B 限定盤） |        |

DVDシングル
| 発売日 | 発売日  | タイトル                                       | 収録内容 | 規格品番                                                        | 最高位 |
| ------ | ------- | ---------------------------------------------- | --- | --------------------------------------------------------------- | ------ |
| 2014年 | 6月25日 | クロノス学園 1st step 「Q愛DANCIN'フラッシュ」 | ・MV 1.Q愛DANCIN'フラッシュMV 2.＋♂(プラス男子)MV 3.Q愛DANCIN’フラッシュMVメイキング 4.Q愛DANCIN’フラッシュ振り付け講座 ・九瓏ノ主学園放送部 NEWS クロノス 「九瓏ノ主学園生徒総会密着レポート」 ・アルスマグナ 修学旅行 in シンガポール 1.シンガポール思い出ムービー 2.ケント先生による寝起きドッキリ No.1 3.ケント先生による寝起きドッキリ No.2 ・シークレットトラック                 | AVBF-74270/B                                                    | 10位   |
| 2017年 | 10月4日 | チョークスリーパーまり子先生                   | （通常盤） 1.チョークスリーパーまり子先生MV （初回限定盤A） 1.チョークスリーパーまり子先生MV 2.チョークスリーパーまり子先生MVメイキング (初回限定盤B) 1.チョークスリーパーまり子先生MV 2.アルスマグナラジオドラマ 「神生アキラ危機一髪!」メイキング | UPBH-1442(通常盤) UPBH-9544(初回限定盤A) UPBH-9545(初回限定盤B) | 2位    |
| 2018年 | 5月30日 | アルス・ブートキャンプ                         | (通常盤) 1.アルス・ブートキャンプMV (初回限定盤A) 1.アルス・ブートキャンプMV 2.アルス・ブートキャンプMVメイキング１ (初回限定盤B) 1.アルス・ブートキャンプMV 2.アルス・ブートキャンプMVメイキング２ | UPBH-1460(通常盤) UPBH-9549(初回限定盤A) UPBH-9550(初回限定盤B) | 1位    |
| 2020年 | 8月12日 | My Little HERO                                 | (通常盤) 1.My Little HERO MV (初回限定盤A) CD 1.My Little HERO 2.断固反対♡にゃんソング DVD 1.My Little HERO MV (初回限定盤B) 1.My Little HERO MV 2.【実録】半熟スタッフが2020年のアルスマグナを追ってみた | UPBH-1494(通常盤) UPBH-9564(初回限定盤A) UPBH-9565(初回限定盤B) | 2位    |
| 2021年 | 4月21日 | Bim Bim Bump!                                  | (通常盤) 1.Bim Bim Bump! MUSIC VIDEO（STAGE MIX Ver.） (初回限定盤A) 1.Bim Bim Bump! MUSIC VIDEO（STAGE MIX Ver.） 2.Bim Bim Bump! MUSIC VIDEO（カラースーツ Ver.） 3.SOLO FREE DANCE（朴/ケント/スバル/ダイチ/リク） (初回限定盤B) 1.Bim Bim Bump! MUSIC VIDEO（STAGE MIX Ver.） 2.Bim Bim Bump! MUSIC VIDEO（戦闘服 Ver.） 3.SOLO FREE DANCE（アキラ/泉/タツキ/タケル/ミコト/リンネ） | UPBH-1497(通常盤) UPBH-9566(初回限定盤A) UPBH-9567(初回限定盤B) | 6位    |

アルバム
| 発売日 | 発売日   | タイトル                | 収録曲 | 規格品番 | 最高位 |
| ------ | -------- | ----------------------- | --- | --- | ------ |
| 2015年 | 2月18日  | アルスマグナ In The Box | 1.姫(キミ)に届け 2.Real Day's 3.GAN×2！ACTION 4.桜の樹の下で～姫色～ 5.SWEETS☆TIME 6.おやすみのサイン～お月様は雲のふとんに～ 7.学園英雄(ヒーロー) 8.勝手に親衛隊 9.ARS-TRAVEL 10.私立九瓏ノ主学園校歌～ゴキゲンROCK Ver.～                                                                                            | UPCH-2015 | 53位   |
| 2015年 | 11月11日 | ARSWORLD                | 1.ミロク乃ハナ 2.世紀末スクールウォーズ 3.ひみつをちょーだい 4.夏にキスしていいですか？ 5.ボクはつづく 6.Be Ambitious 7.記憶ノスタルジア feat.アルスロイド 8.恋の容量∞ 9.先生の言うコト、ぜーったいっ♡ 10.Q愛Dancin' フラッシュ 11.ココロWORLD 12.High Five～Type A.R.S～ Bonus Track メンバー秘蔵トーク (※通常盤のみ) | UPCH-2057 (通常版) UPCH-7071 (初回限定盤A) UPCH-7072 (初回限定盤B)                                                                   | 8位    |
| 2016年 | 12月14日 | アルス上々↑↑↑           | 1.BE-BOP SUMMER BABY 2.炎上ダンシング 3.サンバDEわっしょい！ feat.九瓏幸子 4.らぶマタドール 5.しまおもふ（神生アキラソロ） 6.イブのスープ 7.マシュマロ 8.JUST 9.気分上々↑↑ feat.SAE TOKIMIYA 10.EverYell 11.未来ツナグ                                                                                                 | UPCH-2103 (通常盤) UPCH-7209 (初回限定盤A) UPCH-7210 (初回限定盤B)                                                                   | 8位    |
| 2017年 | 12月13日 | アルスロットル          | 1.チョークスリーパーまり子先生 2.絆ストーリー 3.イレギュらレンジャー 4.Joker(九瓏ケント) 5.進め-FIRE- 6.キミドリクエスト(朴ウィト＆榊原タツキ) 7.風紀の定理(泉奏) 8.全開で行こう 9.Eureka moment 10.果てなき道 11.スターメイト                                                                                         | UPCH-2143 (通常盤) UPCH-7371 (初回限定盤A) UPCH-7372 (初回限定盤B)                                                                   | 11位   |
| 2018年 | 10月3日  | アルスミュージアム      | 1.アルス・ブートキャンプ 2.たまんねぇぜ BABY! 3.君こそマイ☆アイドル 4.フェスティバル・オブ・テラー(九瓏ケント＆泉奏) 5.Ready to dance(朴ウィト) 6.ふたりはミルクティー～＆ You to love～(榊原タツキ＆コンスタンティン) 7.カルチェ 8.Anyway,Sing! 9.永遠シンデレラ 10.フロリダ                                          | UPCH-2173(通常盤) UPCH-7451(初回限定盤A) UPCH-7452(初回限定盤B)                                                                      | ８位   |
| 2019年 | 11月27日 | ARS THE BEST            | 1.ミロク乃ハナ 2.夏にキスしていいですか？ 3.ひみつをちょーだい 4.マシュマロ 5.サンバDEわっしょい！feat.九瓏幸子 6.EverYell 7.気分上々↑↑ feat .SAE TOKIMIYA 8.絆ストーリー 9.全開で行こう 10.チョークスリーパーまり子先生 11.アルス・ブートキャンプ 12.Q愛DANCIN' フラッシュ 13.エグいくらい超マグナ ※通常盤のみ収録    | UPCH-7527 初回限定盤A（CD+DVD） UPCH-7528/9 初回限定盤B（2CD） UPCH-2196 通常盤（CD） UPCH-7530〜UPCH-7535 各メンバーソロ盤（CD）6種 | 9位    |
| 2023年 | 5月16日  | いちからアルス          | 1.イトヲカシ 2.RapDeArs 3.KING 4.津田Rap 5.?te gusta la pinata? 6.ルーズリーフ 7.Jump!! 8.はる 9.アスファイト 10.HBD ! ※通常盤のみ収録 | HMPZ-1005（Type A 限定盤） HMPZ-1006（Type B 通常盤）                                                                                |        |

### me can juke
アルバム
| 発売日 | 発売日  | タイトル    | 収録曲 | 規格品番                                                                   | 最高位 |
| ------ | ------- | ----------- | --- | -------------------------------------------------------------------------- | ------ |
| 2018年 | 1月31日 | FIRE or ICE | (初回限定A-KIRA盤) 1.流星のリビドー 2.Red or White 3.My Precious One 4.Brain Panic 5.トキメキラ 6.閃夜一夜 7.SHA-BA-DA-BA 8.JUST 9.ガードレールに口づけて (初回限定WIT-ME盤) 1.トキメキラ 2.閃夜一夜 3.Brain Panic 4.SHA-BA-DA-BA 5.JUST 6.ガードレールに口づけて 7.ぶっぱな青春Happy! 8.Red or White 9.My Precious One (通常盤) 1.Red or White 2.閃夜一夜 3.Brain Panic 4.ガードレールに口づけて 5.SHA-BA-DA-BA 6.JUST 7.トキメキラ 8.My Precious One | UPCH-7388(初回限定A-KIRA盤) UPCH-7389(初回限定WIT-ME盤) UPCH-21488(通常盤) | 11位   |

### 映像作品
| 発売日 | 発売日  | タイトル                                                                       | 規格品番                                      | 最高位 |
| ------ | ------- | ------------------------------------------------------------------------------ | --------------------------------------------- | ------ |
| 2015年 | 1月28日 | クロノス学園 2nd step LIVE TOUR 2014 Q愛DANCIN’ フラッシュ ～全国縦断!夏合宿～ | EYBF-10177(DVD)                               | 6位    |
| 2015年 | 12月9日 | アルスマグナ LIVE TOUR 2015夏にキスしていいですか？ ～半熟ロマンス臨海学校～   | UPBH-1392(DVD)                                | 13位   |
| 2016年 | 4月27日 | ARSMAGNA Special Live 私立九瓏ノ主学園 迎春祭                                  | UPXH-1030 (Blu-ray) UPBH-1402/3 (DVD)         | 7位    |
| 2017年 | 1月11日 | アルスマグナ LIVE TOUR 2016 炎夏祭 ～SAMBA CARNAVAL～                          | UPXH-1042 (Blu-ray) UPBH-1420 (DVD)           | 5位    |
| 2017年 | 9月6日  | ARSMAGNA Special Live 私立九瓏ノ主学園 平成28年度 全国生徒決起集会             | UPXH-1054(Blu-ray)                            | 10位   |
| 2018年 | 8月29日 | ARSMAGNA Special Live 私立九瓏ノ主学園 創立記念オープンキャンパス              | UPBH-9553(DVD初回限定盤) UPBH-1469(DVD通常盤) | 12位   |
| 2019年 | 3月20日 | ARSMAGNA LIVE TOUR 2018「龍煌祭～学園の7不思議を追え!～」                      | UPBH-1479/80(TypeA) UPBH-1481/2(TypeB)        | 17位   |
| 2022年 | 3月30日 | ARSMAGNA Special Tour 2021「超グラデュエーションパーティー！ in TOKYO FINAL」  | UPXH-9030(超豪華盤) UPBH-1503(通常版)         | 28位   |

### その他映像
| 発売日 | 発売日   | タイトル                                         | 規格品番                             | 最高順位 |
| ------ | -------- | ------------------------------------------------ | ------------------------------------ | -------- |
| 2014年 | 5月28日  | クロノステージvol.01～コンスタンティンを捜せ！～ | AVBF-74269                           | 10位     |
| 2014年 | 4月15日  | クロノステージvol.02～Chase the Promise!!～      | EYBF-10178                           | 8位      |
| 2015年 | 5月27日  | Gift for ARSMATE スクールライフ編                | EYBF-10179                           | 9位      |
| 2015年 | 9月23日  | アルスマグナ～半熟男子の野望～vol.1              | UPBH-1389                            | 19位     |
| 2015年 | 9月23日  | アルスマグナ～半熟男子の野望～vol.2              | UPBH-1390                            | 20位     |
| 2015年 | 9月23日  | アルスマグナ～半熟男子の野望～vol.3              | UPBH-1391                            | 21位     |
| 2016年 | 11月2日  | ザ・ムービーアルスマグナ危機一髪！               | UPBH-1412                            | 1位      |
| 2016年 | 12月14日 | アルス・イン・ワンダーランド                     | UPBH-1414                            | 40位     |
| 2017年 | 3月15日  | クロノステージ vol.3 ～鏡の中のAuftakt～         | MMJ-0018                             | ー       |
| 2018年 | 3月28日  | アルスマグナ ～半熟男子の野望2～Vol.1            | UPBH-1457                            | 50位     |
| 2018年 | 3月28日  | アルスマグナ ～半熟男子の野望2～Vol.2            | UPBH-1458                            | 51位     |
| 2018年 | 3月28日  | アルスマグナ ～半熟男子の野望2～Vol.3            | UPBH-1459                            | 52位     |
| 2018年 | 6月20日  | アルスマグナ～半熟男子の野望２ HYPER～Vol.1      | UPBH-1464                            | 35位     |
| 2018年 | 6月20日  | アルスマグナ～半熟男子の野望２ HYPER～Vol.2      | UPBH-1465                            | 35位     |
| 2018年 | 6月20日  | アルスマグナ～半熟男子の野望２ HYPER～Vol.3      | UPBH-1466                            | 37位     |
| 2018年 | ６月20日 | アルスマグナ～半熟男子の野望２ HYPER～Vol.4      | UPBH-1467                            | 37位     |
| 2019年 | 7月12日  | KENTO KUROU in “Dark Retribution”                | PZDVD-1008                           | 14位     |
| 2020年 | 1月10日  | KENTO KUROU in “Dark Retribution” ～紫焔の天穹～ | PZDVD-1009                           | 32位     |
| 2021年 | 1月15日  | KENTO KUROU in “Dark Retribution” ～憂愁の瘡痕～ | PZDVD-1010                           | 55位     |
| 2022年 | 3月30日  | KENTO KUROU in “Dark Retribution” ～狭霧の光芒～ | PZDVD-1011(通常盤)PZDVD-1012(限定版) | ー       |

me can juke
| 発売日 | 発売日  | タイトル                                                 | 規格品番                                  | 最高順位 |
| ------ | ------- | -------------------------------------------------------- | ----------------------------------------- | -------- |
| 2019年 | 5月22日 | me can juke 2nd Concert「Ambition ～完熟への決意表明～」 | UPBH-1486/7(A-KIRA盤) UPBH-1488(WIT-ME盤) | ４位     |

## タイアップ

### アルスマグナ
| 楽曲                   | タイアップ                                                   |
| ---------------------- | ------------------------------------------------------------ |
| ミロク乃ハナ           | TBS系列『COUNT DOWN TV 』2015年2月度エンディングテーマ       |
| ひみつをちょーだい     | テレビ東京系列『実は私は』オープニングテーマ                 |
| 世紀末スクールウォーズ | テレビアニメ『DD北斗の拳2 イチゴ味＋』オープニングテーマ     |
| マシュマロ             | テレビ朝日系列『musicる TV』2016年3月度エンディングテーマ    |
| フロリダ               | テレビ東京系列『ゴッドタン』2018年10月度エンディングテーマ   |
| エグいくらい超マグナ   | テレビ東京「プレミアMelodiX!」2019年11月度エンディングテーマ |
| My Little HERO         | テレビ東京「プレミアMelodiX!」2020年8月度エンディングテーマ  |

### me can juke
| 楽曲                   | タイアップ                                                         |
| ---------------------- | ------------------------------------------------------------------ |
| ガードレールに口づけて | テレビ東京系列『プレミアムMelodiX!』2018年２月度エンディングテーマ |

## ライブ
※公式から発売の「アルスマグナ 九瓏ノ主学園 設定資料」をもとに記述。

### アルスマグナ

#### 主なライブ
| 公演年 | 日程                                     | タイトル | 会場 | 備考 |
| ------ | ---------------------------------------- | --- | --- | --- |
| 2011年 | 5月28日                                  | 西友起Vol.3 | 吉祥寺クラブシータ | 出る場所がなかったアルスマグナを誘ってくれたイベント。初めて5人揃って出演。 |
| 2011年 | 6月25日                                  | PLAN CHIME創業20周年記念 A RECOUP LINE ～お仕事お待ちしています～                                                    | Shibuya O-EAST | 事務所のプレゼンライブでMVとダンスナンバーを初お披露目。 |
| 2011年 | 10月16日                                 | CANDY☆PANTS Special Pants                                                                                            | 六本木morph-tokyo | |
| 2011年 | 11月23日                                 | Live Stream K -Station Special Edtion on Roppongi Bee Hive                                                           | 六本木BeeHive | |
| 2012年 | 1月28日                                  | コス☆メン フェスティバル vol.1                                                                                       | 六本木BeeHive | 中々出られるイベントがない為自分たちでイベントを立ち上げる。 |
| 2012年 | 2月25日                                  | コス☆メン フェスティバル vol.2                                                                                       | 渋谷CLUB CRAWL | |
| 2012年 | 3月25日                                  | コス☆メン フェスティバル vol.3                                                                                       | 渋谷CLUB CRAWL | |
| 2012年 | 3月31日                                  | 東京国際アニメフェア 超！ステーション2012                                                                            | 東京ビッグサイト 東京国際展示場 | 2013年度の公式テーマソングに『姫に届け』が決まる。 |
| 2012年 | 4月28日                                  | コス☆メン フェスティバル vol.4                                                                                       | 渋谷CLUB CRAWL | |
| 2012年 | 5月20日                                  | コス☆メン フェスティバル vol.5                                                                                       | 六本木morph-tokyo | ここから場所をmorph-tokyoに移動。新しいムーブメントとフジテレビの『ノンストップ!』に取材される。 |
| 2012年 | 6月14日                                  | Goodbye Teacher | 六本木morph-tokyo | |
| 2012年 | 7月3日                                   | SUPERDuuuPER!! | 六本木morph-tokyo | |
| 2012年 | 7月6日                                   | ダンス向上委員会Vol.17                                                                                               | Shibuya O-EAST | |
| 2012年 | 8月5日                                   | DAME SONIC PROJECT presents 六本木兎夏祭り                                                                           | 六本木ヒルズ イベントスペースumu | |
| 2012年 | 8月11日                                  | お台場合衆国NEXT!ステージ The Next! Moving Show!                                                                     | お台場 | |
| 2012年 | 8月17日                                  | タガリ倶楽部 | 六本木morph-tokyo | |
| 2012年 | 10月27日                                 | コス☆メン フェスティバル vol.6 ～私立九瓏ノ主学園第75回学園祭～                                                      | 六本木morph-tokyo | |
| 2012年 | 12月8日                                  | コス☆メン フェスティバル vol.7 ～クリスマスプロム～                                                                  | TwinBox AKIHABARA | |
| 2013年 | 1月13日                                  | 第3回 アキバ大好き!祭り 2013年 迎春 ベルサール秋葉原 ステージ 2日目                                                  | ベルサール秋葉原 B1ステージ | |
| 2013年 | 1月19日                                  | チョモランマdeNIGHT (朴ウィト、九瓏ケント ゲスト出演)                                                                | 渋谷CLUB CRAWL | |
| 2013年 | 2月9日                                   | コス☆メン フェスティバル vol.8 ～Eternal Valentine～                                                                 | 秋葉原 CLUB GOODMAN | |
| 2013年 | 2月26日                                  | 腐女子netTV 第2回 | 池袋カフェカントリー | |
| 2013年 | 3月3日                                   | コス☆メン フェスティバル 番外編 ～コン☆フェス～                                                                      | 六本木morph-tokyo | 『ギガンティックO.T.N』効果で一気にお客が会場いっぱいになる。 |
| 2013年 | 4月28日                                  | コス☆メン フェスティバル vol.9 ～九瓏ノ主学園始業式～                                                                | 六本木morph-tokyo | |
| 2013年 | 6月13日                                  | PLAN CHIME LIVE ～企画が鈴なり ライブ～                                                                              | Shibuya O-EAST | |
| 2013年 | 6月22日 6月23日                          | Flash Memory360°vol.4 ～360度踊ってみたLive!!～＜チームめもりー＞                                                    | TOKYO FM HALL | 初めて踊ってみたイベントに出演。 |
| 2013年 | 7月12日                                  | Mate Summit 2013 ～ギガンティックにランデヴー～                                                                      | 六本木morph-tokyo | |
| 2013年 | 7月27日                                  | 第4回 アキバ大好き!祭り 2013 夏 1日目                                                                                | ベルサール秋葉原 B1ステージ | この時、榊原タツキは靭帯損傷。イベントに出演するも基本上手の端で応援していた。 |
| 2013年 | 8月3日                                   | ニコニコ夏マスター特番! in 池袋サンシャインシティー噴水広場                                                          | 池袋サンシャインシティ噴水広場 | |
| 2013年 | 8月6日                                   | URASHIBU SUMMER UNIVERSE                                                                                             | 渋谷CLUB CRAWL | |
| 2013年 | 8月16日                                  | ニコニコ夏マスター 1日目 ボカロ音楽の祭典! VocaNicoNight-club stage Vol.4-in studio                                  | 新木場STUDIO COAST | アルスマグナ、先生と僕、食パンmen、SHARE LOCK HOMESのコラボ名【釈迦力男塾】として出演。 |
| 2013年 | 8月17日                                  | ニコニコ夏マスター 2日目 ニコニコミュージックマスター2 ～歌と演奏の祭典～                                            | ディファ有明 | |
| 2013年 | 8月18日                                  | ニコニコ夏マスター 3日目 踊ってみたの祭典 ニコニコダンスマスターFINAL                                                | ディファ有明 | アルスマグナの目標ダンマスを含め3日間イベントに出演。 |
| 2013年 | 8月24日                                  | コス☆メン フェスティバル vol.10 ～クロノス学園 Summer Festival!!～                                                   | 六本木morph-tokyo | |
| 2013年 | 9月7日                                   | ニコニコ町会議 in 北海道・室蘭 スワンフェスタ2013                                                                    | 室蘭港中央埠頭周辺 | |
| 2013年 | 9月14日                                  | エイベックス・エンタテインメント主催あにこん!らいぶ!!                                                                | 渋谷WWW | |
| 2013年 | 9月23日                                  | アルスマグナファンクラブ～α～プレゼンツ奏誕祭                                                                        | 六本木morph-tokyo | |
| 2013年 | 10月6日                                  | 勝手に!!ドルフェス2013                                                                                               | 品川ステラボール | |
| 2013年 | 11月9日                                  | Flash Memory360°vol.5～360度踊ってみたLive!!～                                                                       | TOKYO FM HALL | |
| 2013年 | 12月21日                                 | アルスマグナファンクラブ～α～プレゼンツ プレミアムプロム                                                             | 六本木morph-tokyo | |
| 2013年 | 12月22日                                 | プレゼント◆タイム ～僕たちのクリスマスパーティーへようこそ～                                                         | 銀座博品館劇場 | |
| 2014年 | 2月10日                                  | コス☆メン フェスティバルvol.11～Eternal Valentine～                                                                  | TSUTAYA O-EAST | |
| 2014年 | 3月8日                                   | アルスマグナファンクラブ～α～プレゼンツ 私立九瓏ノ主学園 生徒総会                                                    | 品川ステラボール | |
| 2014年 | 3月14日                                  | アルスマグナが行く!春の校外学習 in 名古屋                                                                            | 名古屋Electric Lady Land | |
| 2014年 | 3月22日                                  | 男一揆 vol.2 | 日本消防ホール | |
| 2014年 | 3月23日                                  | アルスマグナが行く!春の校外学習 in 大阪                                                                              | 心斎橋CLUB DROP | |
| 2014年 | 4月12日                                  | アルスマグナファンクラブ～α～プレゼンツ グリパ!!                                                                     | TSUTAYA O-EAST | |
| 2014年 | 4月13日                                  | アルスマグナ mini Live こすぷれふぇすたinサンリオピューロランド                                                      | サンリオピューロランド内 1階 知恵の木ステージ | |
| 2014年 | 4月26日                                  | ニコニコ超パーティーⅢ supported by an ～First Night～                                                                | 幕張メッセイベントホール | |
| 2014年 | 4月27日                                  | ニコニコ超パーティーⅢ supported by an ～Last Night～                                                                 | 幕張メッセイベントホール | |
| 2014年 | 5月4日                                   | イジゲン MATCH vol.1 ～CROSS OVER 男爵 WORLD～                                                                       | ラフォーレミュージアム六本木 | |
| 2014年 | 6月26日                                  | コス☆メン フェスティバルvol.12～夏の陣～                                                                             | TSUTAYA O-EAST | |
| 2014年 | 7月12日                                  | THE MUSIC DAY 音楽のちから 2014 汐留ライブステージ                                                                   | 汐留日テレ大屋根広場 | |
| 2014年 | 7月21日～8月3日                          | 全国5大都市ツアー LIVE TOUR 2014 『Q愛DANCIN’フラッシュ～全国縦断!夏合宿～』                                         | 7月21日 札幌 club garden 7月25日 梅田 AKASO 7月26日 福岡 DRUM Be-1 8月1日 名古屋 クラブクアトロ 8月3日 渋谷 TSUTAYA O-EAST                                                                                               | |
| 2014年 | 8月9日                                   | アルスマグナファンクラブ～α～プレゼンツ AT☆Fes!～Akira & Tatsuki birth Festival～                                    | duo music exchange | |
| 2014年 | 8月20日                                  | JSDA presents アニソンダンスコンテスト -Anison Dance Contest-                                                        | 代々木第二体育館 | |
| 2014年 | 8月30日                                  | 中京テレビ24時間テレビ チャリティーライブ                                                                            | サンシャインサカエ | |
| 2014年 | 9月13日～15日                            | 「きたまえ↑」札幌☆マンガ・アニメフェスティバル 2014 アニソン野外ライブアニフォレ                                     | 札幌芸術の森 | |
| 2014年 | 9月19日                                  | コス☆メン フェスティバルvol.13～十三夜の月待ち～                                                                     | TSUTAYA O-EAST | |
| 2014年 | 12月5日～7日                             | ニコニコ国会議 ～Japan Internet Culture Festival～                                                                   | サンテック・シンガポール 国際会議展示場(シンガポール) | アルスマグナとして2回目のシンガポール。 |
| 2014年 | 12月13日                                 | 榊原家のTEA Party | サンリオピューロランド | |
| 2014年 | 12月22日                                 | アルスマグナSPECIAL LIVE ～クロノス学園クリスマスプロム～                                                            | Zepp DiverCity Tokyo | |
| 2014年 | 12月31日～1月1日                         | EXIT TUNES ACADEMY FINAL COUNTDOWN SPECIAL 2014-2015                                                                 | TOKYO DOME CITY HALL | |
| 2015年 | 1月7日～12日                             | CHaCK-UP～ねらわれた惑星～                                                                                           | 紀伊國屋サザンシアター | ゲスト出演:朴ウィト、榊原タツキ |
| 2015年 | 3月24日                                  | プレミアムイベント九瓏ノ主学園 臨時授業Vol.1                                                                         | TSUTAYA O-EAST | |
| 2015年 | 3月29日                                  | アルスマグナファンクラブ～α～プレゼンツ 私立九瓏ノ主学園2015年度生徒総会                                             | 恵比寿Garden Hall | |
| 2015年 | 4月5日                                   | コス☆メン フェスティバルvol.14 ～九瓏ノ主学園～桜の樹の下で～                                                        | TSUTAYA O-EAST | |
| 2015年 | 4月26日                                  | ニコニコ超会議「超音楽祭2015」                                                                                       | 幕張メッセ | |
| 2015年 | 5月2日、3日                              | 榊原家のTEA Party | サンリオピューロランド | |
| 2015年 | 5月30日                                  | イケメン★ナゴヤ 2015 ～セントレアの章～                                                                              | 中部国際空港セントレア 4階イベントプラザ | |
| 2015年 | 5月31日                                  | SAKAEコスプレフェスティバル                                                                                          | サンシャインサカエB1グランドキャニオン広場ホコ天コスプレランウェイ | |
| 2015年 | 7月4日                                   | 日本テレビ THE MUSIC DAY 音楽は太陽だ。                                                                              | 汐留ライブステージ | |
| 2015年 | 8月3日                                   | TV朝日主催コカ・コーラ SUMMER STATION 音楽ライブ                                                                     | 六本木ヒルズ | |
| 2015年 | 7月20日～8月9日                          | 全国ツアー LIVE TOUR 2015 『夏にキスしていいですか？～半熟ロマンス臨海学校～』                                       | 7月20日 Zeep Sapporo 7月14日 仙台 Rensa 7月30日 Zepp Nagoya 8月1日 Zepp Fukuoka 8月2日 Zepp Namba 8月9日 Zepp DiverCity                                                                                                  | |
| 2015年 | 8月13日                                  | 『お台場夢大陸 ～ドリームメガナツマツリ』 SUMMER GATE スタジアム ～キミが来れば、台場の夏が変わる～                  | オマツリランド内 SUMMER GATE スタジアム | |
| 2015年 | 8月20日                                  | EXIT TUNES ACADEMY                                                                                                   | 日本武道館 | |
| 2015年 | 9月9日                                   | プレミアムイベント九瓏ノ主学園臨時授業Vol.2                                                                          | TSUTAYA O-EAST | |
| 2015年 | 9月19日                                  | コス☆メン フェスティバルvol.15 ～宿命の夜想曲(さだめのノクターン)～                                                  | TSUTAYA O-EAST | |
| 2015年 | 10月17日、18日                           | 私立九瓏ノ主学園 平成27年度第78回体育祭                                                                              | 恵比寿ザ・ガーデンホール | クロノス学園公式ジャージ初お披露目。 |
| 2015年 | 10月24日、25日                           | めざましテレビ presents T-SPOOK                                                                                      | ODAIBA HALLOWEEN PARK | |
| 2015年 | 10月25日                                 | 九瓏ノ主学園 ハロウィンパーティ in サンリオピューロランド                                                            | サンリオピューロランド | |
| 2015年 | 11月7日                                  | 岡山大学 大学祭 スペシャルライブ                                                                                     | 岡山大学 津島キャンパス | |
| 2015年 | 11月23日                                 | click clap!! 1st Anniversary LIVE 「click clap Party!!」                                                             | 新宿ReNY | |
| 2015年 | 12月5日                                  | Act Against AIDS 2015 in 新潟LOTS                                                                                    | 新潟LOTS | |
| 2015年 | 12月13日                                 | テレビ東京アニメの祭典アニメJAM2015                                                                                  | 幕張メッセ | |
| 2016年 | 1月3日                                   | ARSMAGNA Special Live 『私立九瓏ノ主学園 迎春祭』                                                                    | 日本武道館 | |
| 2016年 | 1月10日                                  | ニコぶくろ冬フェスタ2016                                                                                             | 池袋P’PARCO B2Fニコニコ本社 | |
| 2016年 | 1月16日、17日                            | アルスマグナ Feat.東京ジョイポリス CROSS DIMENSION                                                                   | 東京ジョイポリス | |
| 2016年 | 3月12日、13日                            | アルスマグナFC～α～会員限定イベント 「私立九瓏ノ主学園平成27年度第78回生徒総会」                                     | 品川ステラボール | |
| 2016年 | 3月31日                                  | ANISON HISTORY JAPAN!! 18:30～ 3rd STAGE                                                                             | NHKホール | |
| 2016年 | 4月9日                                   | ETA HALL TOUR 2016                                                                                                   | サンポート高松 大ホール | |
| 2016年 | 4月16日                                  | コス☆メン フェスティバル vol.16 ～九瓏ノ主学園放送部・潜入楽屋裏!～                                                  | TSUTAYA O-EAST | |
| 2016年 | 4月24日                                  | 第11回岡山合同学園祭                                                                                                 | イオンモール岡山 未来ホール | |
| 2016年 | 4月27日                                  | 九瓏ノ主学園臨時授業 vol.3「演劇の授業」                                                                             | TSUTAYA O-EAST | |
| 2016年 | 4月28日                                  | 執事歌劇団「燕楽舞踏会」                                                                                             | 新宿ReNY | ゲスト出演:九瓏ケント、榊原タツキ、朴ウィト |
| 2016年 | 4月29日、30日                            | ニコニコ超会議2016「超音楽祭2016」                                                                                   | 幕張メッセ | |
| 2016年 | 7月10日                                  | FCイベント アルスメイトの輪を広げよう!～北海道編～                                                                   | キリンビール園 新館アーバン館 | |
| 2016年 | 7月16日～8月20日                         | ARSMAGNA LIVE TOUR 2016 『炎夏祭～SAMBA CARNAVAL～』                                                                 | 7月16日 宮城:Rensa 7月18日 北海道:Zepp Sapporo 7月22日 広島:CLUB QUATTRO 7月24日 新潟:NEXT NIIGATA 7月30日、31日 福岡:DRUM LOGOS 8月5日、6日 大阪:Zeep Namba 8月12日、13日 東京:Zepp Diver City 8月20日 愛知:Zepp Nagoya | 最終公演では九瓏幸子がサプライズ出演。 |
| 2016年 | 7月27日                                  | tv asahi 「コカ・コーラ SUMMER STATION 音楽LIVE」                                                                    | 六本木ヒルズアリーナ | |
| 2016年 | 8月24日                                  | お台場みんなの夢大陸2016 めざましライブ                                                                              | 夢大陸・みんなのオマツリランド内 GOLD SUMMER スタジアム | |
| 2016年 | 8月31日                                  | 九瓏ノ主学園臨時授業 vol.4「夏はやっぱり怪談でマグナ」                                                               | TSUTAYA O-EAST | |
| 2016年 | 9月22日                                  | LIVE「N-GIG 2016」                                                                                                   | 豊洲PIT | |
| 2016年 | 10月3日                                  | 九瓏ノ主学園臨時授業 vol.5 「驚異のメンタリズムで深層心理が暴かれマグナ」                                            | ShinjukuBLAZA | |
| 2016年 | 10月5日                                  | LIVE「NOVA DANCE PARTY2016」                                                                                         | 上海 | |
| 2016年 | 10月14日～17日                           | 私立九瓏ノ主学園 平成28年度 修学旅行                                                                                 | 沖縄 | |
| 2016年 | 10月30日                                 | 日テレ HALLOWEEN LIVE 2016                                                                                           | 国立代々木競技場第一体育館 | |
| 2016年 | 11月3日                                  | ニコニコ超パーティー 2016                                                                                            | さいたまスーパーアリーナ | |
| 2016年 | 11月5日                                  | 筑波大学 SPECIAL LIVE                                                                                                | 筑波大学 | |
| 2016年 | 11月6日                                  | 第46回 伊賀祭2016 | 順正学園 第二体育館 | |
| 2016年 | 11月11日                                 | プランチャイム25周年記念LIVE 「DANCE TO THE FUTURE～テレビはダンスでできている～」                                   | 東京Zepp Diver City | |
| 2016年 | 11月30日～12月4日                        | 舞台「クロノステージ vol.3 鏡の中のAuftakt」                                                                         | 天王洲 銀河劇場 | 出演：神生アキラ、泉奏、朴ウィト、榊原タツキ、九瓏ケント／桜滝迅(KODAI・X4)、犬吠崎ツヨシ(内藤大希)／降巳ショウタ、虎濱シュータ、兎田テル／田之上剛太 ほか |
| 2016年 | 12月22日、24日                           | ARSMAGNA SPECIAL LIVE私立九瓏ノ主学園 クリスマスプロム                                                               | 12月22日 大阪:Zepp Namba 12月24日 東京:Zepp Diver City | |
| 2017年 | 1月14日                                  | アルスマグナ アジアツアー ～私立九瓏ノ主学園 修学旅行 in 上海～                                                      | 上海浅水湾文化芸術センターq.house | |
| 2017年 | 2月5日                                   | アルスマグナ アジアツアー ～私立九瓏ノ主学園 修学旅行 in 香港～                                                      | 九龍湾国際展貿中心G/F Music Zone@E-MAX | |
| 2017年 | 3月28日                                  | ARSMAGNA SPECIAL LIVE 私立九瓏ノ主学園 平成28年度 全国生徒決起集会                                                   | 日本武道館 | 二度目の日本武道館公演。 |
| 2017年 | 4月27日                                  | 九瓏ノ主学園臨時授業vol.6「和装で剣舞に挑戦マグナ」                                                                  | ShinjukuBLAZA | |
| 2017年 | 5月28日                                  | FC限定イベント「私立九瓏ノ主学園 制服お見立て会～ケント先生の個人面談付き～」                                        | 池袋ニコニコ本社B1イベントスペース | |
| 2017年 | 6月10日、11日                            | 榊原家のTEA Party vol.3                                                                                              | サンリオピューロランド フェアリーランドシアター | |
| 2017年 | 7月16日～8月19日                         | LIVE TOUR 2017 「ROCK'N ARS FES FULL THROTTLE!」イレギュラーで行こう!!                                               | 7月16日 北海道:Zepp Sapporo 7月21日 宮城:仙台 PIT 7月23日 新潟:新潟LOTS 7月29日 広島:CLUB QUATTRO 7月30日 愛知:Zepp Nagoya 8月5日、6日 大阪:Zepp Namba 8月11日、12日 福岡:DRUM LOGOS 8月18日、19日 東京:Zepp Diver City  | |
| 2017年 | 8月16日                                  | コカ・コーラSUMMER STATION 音楽LIVE                                                                                  | 六本木ヒルズアリーナ | |
| 2017年 | 9月18日                                  | 東海ラジオ大感謝祭                                                                                                   | 東海ラジオ | |
| 2017年 | 9月24日                                  | コス☆メン フェスティバル vol.17～Once in a blue moon～                                                               | Zepp Diver City | |
| 2017年 | 10月8日                                  | 執事歌劇団主催イベント「森の大燕奏会inサンリオピューロランド」                                                       | サンリオピューロランド | |
| 2017年 | 10月14日、15日                           | アルスマグナファンクラブ～α～プレゼンツ 「私立九瓏ノ主学園平成29年度第80回体育祭」                                   | 恵比寿ザ・ガーデンホール | |
| 2017年 | 11月17日                                 | 九瓏ノ主学園臨時授業vol.7「執事服で大人のマナーを学ぶマグナ」                                                        | ShinjukuBLAZA | |
| 2017年 | 11月23日                                 | MX祭 vol.1「ARSMAGNA SPECIAL X'mas LIVE～Several Winter Story～」                                                    | パシフィコ横浜 | |
| 2018年 | 1月5日～8日                              | 舞台「ミレニアム桃太郎」                                                                                             | 東京劇術劇場シアターイースト | 出演：榊原タツキ |
| 2018年 | 1月19日～21日                            | 私立九瓏ノ主学園 冬季ダンス部強化合宿                                                                                | 苗場プリンスホテル | |
| 2018年 | 2月9日～12日                             | 舞台「KENTO KUROU in "Dark Retribution"」                                                                            | 東京キネマ倶楽部 | 出演:九瓏ケント、九瓏家(執事歌劇団)[椎名、香川、伊織、環、百合野、隈川、瑞沢、影山]、九瓏カイト(CV.安元 洋貴/表現 正安寺 悠造 (DACTparty))、九瓏ヒロシ(CV.大杉漣)※九瓏ケントのスピンオフ舞台。 |
| 2018年 | 3月31日                                  | 制服参加イベント「クロノス学園 公開模擬試験」                                                                        | 神保町ベルサール神保町アネックス | |
| 2018年 | 6月1日～3日                              | ARSMAGNA SPECIAL LIVE 私立九瓏ノ主学園 創立記念オープンキャンパス                                                    | 舞浜アンフィシアター | |
| 2018年 | 8月1日                                   | コカ・コーラSUMMER STATION 音楽LIVE                                                                                  | 六本木ヒルズアリーナ | |
| 2018年 | 10月7日                                  | FCイベント アルスメイトの輪を広げよう～九州編～                                                                      | 福岡市内 | |
| 2018年 | 10月8日～11月25日                        | LIVE TOUR 2018「龍煌祭～学園の七不思議を追え!～」                                                                    | 10月8日 福岡:DRUM LOGOS 10月20日 愛知:Zepp Nagoya 10月21日 広島:CLUB QUATTRO 10月27日、28日 大阪:Zepp Bayside 11月11日 北海道:Zepp Sapporo 11月17日 宮城:仙台 PIT 11月24日、25日 東京:Zepp Diver City                    | |
| 2018年 | 10月17日                                 | プランチャイム LIVE THE GREATEST OLDMAN feat. YOUNG MAN                                                              | Zepp Diver City | |
| 2018年 | 11月3日                                  | ニコニコ超パーティー2018                                                                                             | さいたまスーパーアリーナ | |
| 2018年 | 12月9日                                  | Act Against AIDS 2018 in 新潟LOTS                                                                                    | 新潟LOTS | |
| 2019年 | 3月22日                                  | 日清医療食品”食宅便”presents STAR★SPECIALキャンペーンスペシャルライブ～collage～                                     | なかのZEROホール | |
| 2019年 | 3月23日、24日                            | アルスマグナFC～α～会員限定イベント「私立九瓏ノ主学園平成30年度第81回生徒総会」                                      | 恵比寿 ザ・ガーデンホール | |
| 2019年 | 4月12日～15日                            | 舞台「KENTO KUROU in "Dark Retribution"」＜再演＞                                                                    | 東京キネマ倶楽部 | 出演:九瓏ケント、九瓏家(執事歌劇団)[椎名、香川、伊織、環、百合野、隈川、瑞沢、影山]、九瓏カイト(CV.安元 洋貴/表現 正安寺 悠造 (DACTparty))、九瓏ヒロシ(CV.大杉漣) |
| 2019年 | 4月20日                                  | こすぷれ☆カーニバル!! in サンリオピューロランド                                                                      | サンリオピューロランド | |
| 2019年 | 5月18日                                  | パクウィトの超絶お・も・て・な・しバスツアー                                                                         | 東京・横浜 | |
| 2019年 | 6月1日、2日                              | 榊原家のTEA Party vol.4                                                                                              | サンリオピューロランド フェアリーランドシアター | 出演:榊原タツキ、コンスタンティン、朴ウィト、マイメロディ、執事長の中島、榊原家のメイド達、小日向タケル、弓削ミコト、宇迦野リンネ |
| 2019年 | 7月13日～8月3日                          | 「ケント先生のお悩み相談会～自分を知って踏み出す一歩～」                                                             | 7月20日 愛知:名古屋市博物館 講堂7月21日、22日 大阪:クレオ大阪南 ホール 7月26日 北海道:札幌市教育文化会館 講堂 8月3日 福岡:福岡国際会議場 小会議場405・406                                                                | |
| 2019年 | 8月4日                                   | アキバ大好き!祭り | ベルサール秋葉 | 出演：神生アキラ、朴ウィト、榊原タツキ、小日向タケル、弓削ミコト、津田ダイチ、宇迦野リンネ |
| 2019年 | 8月9日                                   | アルスマグナ夏祭りin神田明神納涼祭り                                                                                 | 神田明神 祭務所地下 | 出演：神生アキラ、泉奏、九瓏ケント、小日向タケル、弓削ミコト、津田ダイチ、津田リク、宇迦野リンネ、東郷スバル |
| 2019年 | 8月14日                                  | コカ・コーラSUMMER STATION 音楽LIVE                                                                                  | 六本木ヒルズアリーナ | |
| 2019年 | 9月20日～23日                            | 舞台「KENTO KUROU in "Dark Retribution"～紫焔の天穹～」                                                              | 東京キネマ倶楽部 | 出演:九瓏ケント、九瓏家執事(執事歌劇団)[香川、伊織、環、百合野、隈川、瑞沢、影山、能見]、九瓏カイト(CV.安元 洋貴/表現 正安寺 悠造 (DACTparty))、九瓏アイ(佐久間レイ) |
| 2019年 | 10月19日                                 | 制服参加イベント「私立九瓏ノ主学園 第二回 公開模擬試験」                                                             | 航空会館 | |
| 2019年 | 11月2日                                  | 池袋アニメタウンフェスティバル＠Hareza                                                                               | Hareza池袋 | |
| 2019年 | 11月2日                                  | ハレスタオープニング記念イベント DAY1 ～池袋の新スタジオに池メン晴れオトコ大集合！！～                               | Hareza池袋 | |
| 2019年 | 11月8日～１0日                           | アルスマグナ FCツアーin台湾                                                                                          | 台湾 | |
| 2019年 | 11月24日                                 | 踊り手サミットvol.4                                                                                                  | 品川インターシティホール | |
| 2020年 | 1月18日、25日、2月2日                    | 「ケント先生のホームルーム～自称メイトのケント先生と一緒になってアルスマグナの◯◯を考えるアルスメイトミーティング～」 | 1月18日 愛知:名古屋市博物館 講堂 1月25日 大阪:梅田スカイビル WEST棟22階 E会議室 2月2日 東京:なかのZERO西館 小ホール | |
| 2020年 | 1月26日、2月1日                          | ARSMAGNA Special Live 2020 クロノス学園ダンス部 New Year Party                                                       | 1月26日 大阪:IMPホール 2月1日 東京:豊洲PIT | |
| 2020年 | 2月23日                                  | ダンマスワールド | EX THEATER ROPPONGI | |
| 2020年 | 3月8日                                   | MXダンスまつり「パパイヤ鈴木のThat's Happytainment!!」                                                               | LINE CUBE SHIBUYA(渋谷公会堂) | ※新型コロナウイルス感染拡大防止のため中止。 |
| 2020年 | 3月27日～29日 →3月28日、29日             | 舞台「クロノステージ Vol.4 絆ストーリー ～Link to smile～」                                                          | SHIBUYA PLEASURE PLEASURE | 出演:神生アキラ、小日向タケル、弓削ミコト、津田ダイチ、津田リク、宇迦野リンネ、東郷スバル、九瓏ケント ※新型コロナウイルス感染拡大防止のため、YouTubeでの無観客配信のみ。 |
| 2020年 | 4月4日 →6月19日 →未定                    | 踊り手サミットvol.5                                                                                                  | TOKYO DOME CITY HALL | ※新型コロナウイルス感染拡大防止のため延期。 |
| 2020年 | 4月26日 →7月26日 →未定                   | 九瓏家晩餐会 ～九瓏ケント生誕祭～                                                                                    | 第一ホテル東京 5F ラ・ローズ | 出演:九瓏ケント、九瓏カイト、九瓏アイ、九瓏家執事(執事歌劇団)[椎名、香川、伊織、百合野、隈川、瑞沢、影山、能見]※新型コロナウイルス感染拡大防止のため延期。 |
| 2020年 | 4月5日 →5月9日                           | パクウィトのBIRTHDAY LIVE 2020 ～エイプリルフールに生まれた天才～                                                    | morp-tokyo | ※新型コロナウイルス感染拡大防止のため延期開催。YouTubeでの無観客配信のみ。 |
| 2020年 | 5月30日、31日 →5月31日、8月13日 →5月31日 | アルスマグナFC～α～会員限定イベント「私立九瓏ノ主学園令和２年度第82回生徒総会」                                      | YouTube → OPENREC.tv | ※新型コロナウイルス感染拡大防止のため延期開催。 5月30日の振替公演は8月13日 5月31日はYouTubeで無観客配信 のはずだったが、更に感染拡大し8月13日の公演は中止、5月31日のYouTube配信はOPENREC.tvでの無観客配信のみと変更になった。 |
| 2020年 | 6月13日                                  | プランチャイム公式番組「DANCE BACCA」生配信                                                                          | | ※動画コメント出演。 |
| 2020年 | 8月4日                                   | アキラ＆タツキバースデーイベント「AT☆Fes！2020」                                                                     | ニコニコ生放送 | ※無観客配信のみの開催。 ※東郷スバルは委員会のため欠席。弓削ミコト、津田ダイチは体調不良のため欠席。 |
| 2020年 | 8月10日                                  | 「ダンマスワールド2-The Next World-」                                                                                | Zepp Tokyo | ※無観客配信のみの開催。 ※東郷スバルは委員会のため欠席。 |
| 2020年 | 7月31日 →9月9日                          | 「九瓏家レセプション～ようこそホームディナーへ～」                                                                   | 九瓏家 | ※メンバーに体調不良者が出たため延期、無観客配信のみの開催。 |
| 2020年 | 9月11日                                  | 「奏誕祭 Repetition 2020」                                                                                           | ニコニコ生放送 | 特別出演:泉弦(TAIRIKU)※無観客配信のみの開催。 |
| 2020年 | 9月18日～21日                            | 舞台「KENTO KUROU in “Dark Retribution" ～憂愁の瘡痕～」                                                             | 東京キネマ倶楽部 | 出演:九瓏ケント、九瓏家執事(執事歌劇団)[香川、伊織、百合野、隈川、瑞沢、影山、能見]、宇迦野リンネ、九瓏カイト(CV.安元 洋貴/表現 正安寺 悠造 (DACTparty))※有観客のみでの開催。 |
| 2020年 | 12月19日                                 | ARSMAGNA Special Live 2020 ～Construct Mythology～                                                                   | 豊洲PIT、ニコニコ生放送 | ※有観客と配信での同時開催。 |
| 2021年 | 1月11日                                  | ARSMAGNA Birthday Party「Awesome！」                                                                                 | HY TOWN HALL、ニコニコ生放送 | ※有観客と配信での同時開催。※東郷スバルは委員会のため欠席。 |
| 2021年 | 3月27日                                  | アルスマグナFC～α～会員限定イベント「私立九瓏ノ主学園令和3年度第83回生徒総会」                                       | 恵比寿ザ・ガーデンホール、ZAIKO | ※有観客と配信での同時開催。 |
| 2021年 | 4月3日                                   | 踊り手サミットvol.5                                                                                                  | TOKYO DOME CITY HALL | ※2020年4月４日の延期開催。※有観客のみ。 |
| 2021年 | 4月18日                                  | 九瓏家晩餐会 ～九瓏ケント生誕祭～                                                                                    | ホテル雅叙園東京 2F 舞扇の間 | 出演:九瓏ケント、九瓏カイト、榊原タツキ、宇迦野リンネ、九瓏家執事(執事歌劇団)[椎名、香川、伊織、百合野、隈川、瑞沢]※2020年4月26日、7月26日の再延期開催。 ※当初予定していた九瓏アイ、九瓏家執事の影山、能見の出演がなくなり、榊原タツキ、宇迦野リンネが出演。 ※有観客のみでの開催。                                                                                                   |
| 2021年 | 4月24日                                  | 「グリパ!! 2021 ～THE Glitter Party by Kento & Witt & Daichi & Riku～」                                              | 豊洲PIT、ニコニコ生放送 | ※有観客と配信での同時開催。 |
| 2021年 | 6月5日                                   | 「ARSMAGNA Pinata Party Vol.1 」                                                                                     | 渋谷ストリームホーム、ニコニコ生放送 | ※新メンバー(通称:ピニャ組)のみのイベント。 ※有観客と配信での同時開催。 |
| 2021年 | 8月1日                                   | アキラ＆タツキバースデーイベント「AT☆Fes!2021」                                                                      | 日清食品パワステリブート | ※無観客配信のみの開催。 |
| 2021年 | 8月18日～22日                            | 舞台「クロノステージvol.5 憧憬のConflict」                                                                           | 池袋 シアターグリーン BIG TREE THEATER、ニコニコ生放送 | 出演:小日向タケル、津田ダイチ、津田リク、弓削ミコト、宇迦野リンネ、東郷スバル 脚本・演出:神生アキラ アフタートーク「公開反省会」 8月19日:津田リク、東郷スバル 8月20日:津田ダイチ、宇迦野リンネ 8月21日: 14:00～小日向タケル、東郷スバル 18:00～小日向タケル、津田ダイチ、津田リク 8月22日: 12:30～弓削ミコト、宇迦野リンネ 16:30～全員 ※有観客と配信での同時開催。                   |
| 2021年 | 9月12日                                  | 「Grazioso Waltz ～Celebrate the birthday of Sou＆Subaru＆Rinne～」                                                  | KT Zepp Yokohama、ニコニコ生放送 | ※有観客と配信での同時開催。 |
| 2021年 | 9月17日～9月20日                         | 舞台「KENTO KUROU in “Dark Retribution" ～狭霧の光芒～」                                                             | 東京キネマ倶楽部 | 出演：九瓏ケント、九瓏家執事(執事歌劇団)[香川、伊織、百合野、隈川、影山、能見]、宇迦野リンネ、九瓏カイト(CV.安元 洋貴/表現 正安寺 悠造 (DACTparty)) ※有観客のみでの開催 |
| 2021年 | 9月18日、19日 →未定                      | 河口湖シアター「WHAT’SON FES ’21」                                                                                   | 河口湖ステラシアター | 出演:神生アキラ、榊原タツキ、小日向タケル、津田ダイチ、東郷スバル ※新型コロナウイルス感染拡大防止のため中止。 |
| 2021年 | 9月23日                                  | 「ダンマスワールド3 CROSS OVER and ASSEMBLE」                                                                        | 品川ステラボール | ※有観客と配信での同時開催。 |
| 2021年 | 10月8日～10日                            | アルスマグナ FCツアー「私立九瓏ノ主学園ダンス部 Farewell Trip」                                                      | 静岡 | |
| 2021年 | 10月23日                                 | 日高のり子40周年記念ライブフェス第二弾「Non Fes Halloween Party」                                                    | 豊洲PIT | 出演:[Non Fes 選抜メンバー]神生アキラ、榊原タツキ、コンスタンティン、小日向タケル、津田ダイチ、津田リク、宇迦野リンネ ※有観客と配信での同時開催。 |
| 2021年 | 11月11日                                 | 「PLAN CHIME30周年記念LIVE」                                                                                         | 豊洲PIT | ※動画出演のみ。 |
| 2021年 | 12月5日、18日                            | ARSMAGNA Special Tour 2021「超グラデュエーションパーティー！」                                                       | 12月5日 大阪:なんばhatch 12月18日 東京:豊洲PIT | ※大阪は有観客のみ、東京は有観客と配信での同時開催。 |
| 2022年 | 1月27日～30日                            | 舞台 「クロノステージvol.6『Seriously～汗水垂らして舞い踊れ！～』」                                                  | 池袋 シアターグリーン BIG TREE THEATER、ニコニコ生放送 | ※初日と千秋楽のみ配信有。 |
| 2022年 | 2月11日～14日                            | 『P.P.P 222 ～Prime Poetical Party～』                                                                               | 品川プリンスホテル クラブeX | ※ゲスト出演。 |
| 2022年 | 3月27日                                  | 「ARSMAGNA Pinata Party Vol.2」                                                                                      | 渋谷ストリーム ホール | |
| 2022年 | 4月23日                                  | アルスマグナファンクラブ～α～プレゼンツ 「私立九瓏ノ主学園令和4年度第84回生徒総会」                                  | 神田明神ホール | |
| 2022年 | 5月7日                                   | MXまつり「ダンスdeカラフル!!!～踊ってHAPPY～」                                                                       | 日比谷野外大音楽堂 | ※東郷スバルは委員会のため、弓削ミコトは体調不良のため欠席。 |
| 2022年 | 10月1日                                  | ARSMAGNA Pinata Party Vol.3                                                                                          | 渋谷ストリームホール | |
| 2023年 | １月28日                                 | ARSMAGNA Pinata Party Vol.4                                                                                          | Veats Shibuya | ※有観客と配信での同時開催。 |
| 2023年 | 5月20日、27日                            | 私立九瓏ノ主学園 校外学習 in 大阪・東京                                                                              | 5月20日 大阪: バナナホール5月27日 東京: Veats Shibuya | 新体制として初の東阪ツアー。 |
| 2023年 | 3月25日                                  | 私立九瓏ノ主学園令和5年度第85回生徒総会                                                                              | 神田明神ホール | 出演：アルスマグナ、槐 小枝、芙蓉 カレン、秋月 テルヒ、蕗谷 マサナリ、神来社 ショーゴ、小鳥遊 チハヤ、五十嵐 フウタ、茅野 ユキミツ、松岡 グンジ、永瀬 イタル、二階堂 ナルミ、境野 カズキ、渡瑠璃ヨシオミ、クイッキー・ロック ※有観客とFC限定配信の同時開催。 |
| 2023年 | 6月11日、7月1日、8月27日                 | 私立クロノス学園 Amity Meeting                                                                                       | Space emo池袋 | アルスマグナメンバー3人とクロノス学園メンバー3人が出演する定期イベントの初回。 Vol.1 出演：小日向タケル、津田ダイチ、弓削ミコト、境野カズキ、二階堂ナルミ、小鳥遊チハヤ Vol.2 出演: 小日向タケル、津田ダイチ、津田リク、松岡グンジ、永瀬イタル、蕗谷マサナリ Vol.3 出演: 小日向タケル、津田ダイチ、弓削ミコト、茅野ユキミツ、五十嵐フウタ、神来社 ショーゴ ※有観客と配信の同時開催。 |
| 2023年 | 9月30日                                  | ARSMAGNA Special Live 2023 「私立九瓏ノ主学園 龍煌祭」                                                               | 神田明神ホール | ※有観客と配信の同時開催。 |
| 2023年 | 11月4日                                  | ARSMAGNA Pinata Party Vol.5                                                                                          | 渋谷PLEASURE PLEASURE | ※有観客と配信の同時開催。 |
| 2023年 | 11月17日                                 | STREET FES 2023 in November                                                                                          | 新宿keystudio | ※ゲスト出演。 |
| 2024年 | 2月3日                                   | ARSMAGNA Pinata Party Vol.6                                                                                          | Veats Shibuya | 出演: アルスマグナ、松岡グンジ、永瀬イタル、二階堂ナルミ、蕗谷マサナリ ※有観客と配信の同時開催。 |
| 2024年 | 3月30日                                  | 私立九瓏ノ主学園令和6年度第86回生徒総会                                                                              | 神田明神ホール | 出演: アルスマグナ、Team Cadet（神来社ショーゴ、小鳥遊チハヤ、茅野ユキミツ、松岡グンジ、永瀬イタル、二階堂ナルミ、境野カズキ） ※有観客と配信の同時開催。 |
| 2024年 | 4月26日                                  | 私立クロノス学園 Amity Meeting 番外編「タケルとリンネで歌ってみた」                                                  | Space emo池袋 | ※有観客と配信の同時開催。 |
| 2024年 | 5月19日                                  | ARSMAGNA Pinata Party Vol.7                                                                                          | Veats Shibuya | ※有観客と配信の同時開催。 |
| 2024年 | 5月25日                                  | 私立クロノス学園 Amity Meeting 番外編 Part 2「ミコトとリクとダイチで踊ってみた」                                     | Space emo池袋 | ※有観客と配信の同時開催。 |
| 2024年 | 7月11日～15日                            | 舞台「クロノステージVol.7 『霹靂01』」                                                                               | 渋谷 CBGKシブゲキ!! | 出演: アルスマグナ、HARNESS（神来社ショーゴ、茅野ユキミツ、小鳥遊チハヤ、境野カズキ、松岡グンジ） ゲスト出演: 生徒会会長 響鬼タクマ、生徒会書記 伊勢コタロウ 日替わりゲスト出演:11日: 岸本舜生 12日: 田之上剛太 13日: 田村侑久（BOYS AND MEN） 14日: 能見、隈川（九瓏家執事） 15日: 山縣悠己 ※13日夜公演のみ配信あり。                                                               |
| 2024年 | 8月8日                                   | 浜松町131LIVE | 文化放送１階サテライトプラス | ※ゲスト出演。 |
| 2024年 | 9月22日                                  | ARSMAGNA Special Live Full moon～メモワールの悪戯～                                                                  | unravel-tokyo | |
| 2024年 | 9月27日                                  | PLAN CHIME 男子会Special Live 2024                                                                                   | TOKYO FM ホール | ※ゲスト出演。 |
| 2024年 | 10月13日                                 | アルスマグナ 校外学習 in 福岡                                                                                        | オルカ | |
| 2024年 | 10月14日                                 | CONNECT Special | graf（福岡） | ※ゲスト出演。 |
| 2024年 | 12月21日                                 | アルスマグナSpecial Live「クロノス学園 Christmas Prom 2024」                                                         | Veats Shibuya | |

#### その他イベント
| 公演年 | 日程                            | タイトル | 会場 | 備考 |
| ------ | ------------------------------- | --- | --- | --- |
| 2014年 | 6月20日                         | アルスマグナ『Q愛DANCIN’フラッシュ』 公開生放送SP Powered by ニコニコミュージック                                                             | 公開ニコ生放送 | |
| 2014年 | 7月27日                         | クロノス学園1st step『Q愛DANCIN’フラッシュ』 アニメイト予約購入者限定握手会                                                                   | アニメイト横浜店 | |
| 2014年 | 8月24日                         | DVD2種類連続購入者特典 アルスマグナ・スペシャルイベント                                                                                       | サンリオピューロランド | |
| 2014年 | 11月6日                         | どこよりもはやい忘年会 生放送SP powered by ニコニコミュージック                                                                               | 公開ニコ生放送 | |
| 2015年 | 2月11日、18日                   | 1st Single 「ミロク乃ハナ」リリース記念 ミニライブ＆全員握手会                                                                                | 2月11日 大阪 あべのキューズモール 3Fスカイコート2月18日 東京 サンシャインシティ噴水広場 | |
| 2015年 | 2月18日                         | アルスマグナ生出演!九瓏ノ主学園 ニコ生臨時授業『ミロク乃ハナ』発売記念SP                                                                      | 公開ニコ生放送 | |
| 2015年 | 2月28日～3月21日                | 『Q愛DANCIN’フラッシュ～全国縦断!夏合宿～』DVD 【アニメイト予約＆購入特典イベント】 ＜抽選会によるトーク＆特典お渡し会＞                      | 2月28日 アニメイト横浜店 3月7日 アニメイト名古屋店 3月8日 アニメイト大阪日本橋店 3月14日 アニメイト福岡天神店 3月21日 アニメイト札幌店 | |
| 2015年 | 4月25日                         | アルスマグナDVD「クロノステージvol.2」アニメイト予約＆購入特典イベント                                                                        | アニメイト池袋本店 | |
| 2015年 | 5月10日                         | 2nd Singel「夏にキスしていいですか？」リリース記念 ミニライブ                                                                                 | 東京ドームシティ ラクーアガーデンステージ | |
| 2015年 | 6月14日～28日                   | 2nd Singel「夏にキスしていいですか？」 リリース記念 ミニライブ＆全員握手会                                                                    | 6月14日 【大阪会場】くずはモール 南館ヒカリノモール 1F SANZEN HIROBA 6月20日 【福岡会場】博多大丸 福岡天神店 エルガーラ・パサージュ広場 6月21日 【札幌会場】パセオ センターB1F テルミヌス広場 6月24日 【東京会場】サンシャインシティ噴水広場 6月28日 【仙台会場】仙台駅前 エンドー イービーンズ 10階屋上 | |
| 2015年 | 8月26日～30日                   | 3rd Singel 「ひみつをちょーだい」リリース記念 ミニライブ＆全員握手会                                                                          | 8月26日 【兵庫会場】阪急西宮ガーデンズ 4階スカイガーデン・木の葉のステージ 8月27日 【名古屋会場】アスナル金山 8月29日 【東京会場】ダイバーシティ東京 プラザ フェスティバル広場 8月30日 【新潟会場】万代シテイパーク(バスセンター２F広場) | |
| 2015年 | 8月31日                         | 私立九瓏ノ主学園 臨時授業 『アルスマグナ活動日誌』連載開始SP                                                                                  | 池袋ニコニコ本社 公開生放送 | |
| 2015年 | 11月8日～15日                   | 1st album「ARSWORLD」リリースイベント | 11月8日 イオンモール広島祇園 11月11日 東武百貨店 池袋店8F 屋上「スカイデッキ広場」 11月14日 中部国際空港セントレア 4階イベントプラザ 11月15日 あべのキューズモール 3Fスカイコード | |
| 2015年 | 12月1日                         | nicocafeコラボ記念 喫茶クロノス拡張版 | 池袋ニコニコ本社 公開生放送 | |
| 2016年 | 2月20日、21日                   | 4th single「マシュマロ」発売記念トークイベント                                                                                                | 2月20日 岩手:おでってホール、福島:ビッグパレットふくしま 岐阜:ソフトピアジャパンセンター、京都:JEUGIA三条本店 ５FJ-SQUARE 2月21日 長野:JA長野県ビル、石川:TKP金沢ビジネスセンター 香川:サンメッセ香川、熊本:TKPガーデンシティ熊本 | ＜岩手、福島、長野、石川＞ 九瓏ケント、神生アキラ、榊原タツキ ＜岐阜、京都、香川、熊本＞ 泉奏、朴ウィト |
| 2016年 | 3月8日、9日、11日               | 4th single「マシュマロ」 発売記念ミニライブ＆握手会                                                                                           | 3月8日 愛知:アスナル金山 明日なる!広場 3月9日 兵庫:阪急西宮ガーデンズ 3月11日 千葉:イオンモール幕張新都心グランドモール1F グランドスクエア | |
| 2016年 | 3月14日                         | 4th single「マシュマロ」ホワイトデーイベント                                                                                                  | シダックス カルチャーホール | ゲストにお笑い芸人の「おかずクラブ」 |
| 2016年 | 3月9日～21日                    | 4th single「マシュマロ」発売記念!推しなモノコーナーEX                                                                                         | 推しなモノEX店舗(アニメイト35店舗) | |
| 2016年 | 3月27日                         | 「私立九瓏ノ主学園アルスマグナ活動日誌」 発売記念トーク＆ブロマイドお渡し会                                                                   | アニメイト新宿 | |
| 2016年 | 4月24日                         | 5th single「サンバDEわっしょい!feat.九瓏幸子」予約者対象握手会                                                                                | イオンモール岡山 未来ホール | |
| 2016年 | 7月6日、9日、10日、13日         | 5th single「サンバDEわっしょい!feat.九瓏幸子」 発売記念 ミニライブ＆握手会                                                                    | 7月6日 埼玉:イオンイオンモール北戸田 1Fセントラルコート 7月9日 愛知:イオンモール大高 1Fグリーンコート 7月10日 大阪:ららぽーとEXPOCITY 1F光の広場 7月13日 東京:ゲートシティ大崎 地下1Fアトリウム | |
| 2016年 | 9月15日                         | 喫茶クロノス拡張版vol.2 | 池袋P'PARCO B2Fニコニコ本社 イベントスペース | |
| 2016年 | 9月16日～30日                   | ザ・ムービー「アルスマグナ危機一髪!」 公開記念nicocafeコラボ!クロノス学園カフェテリア                                                         | 池袋P'PARCO B2Fニコニコ本社 | |
| 2016年 | 9月18日、21日、24日、25日       | ザ・ムービー「アルスマグナ危機一髪!」舞台挨拶付き上映会                                                                                       | 9月18日 神奈川:横浜ブルク13、東京:T・ジョイPRINCE品川 9月18日、21日 東京:新宿バルト9 9月24 大阪:梅田ブルク7 9月25日 愛知:109シネマズ名古屋 | アルスマグナ初主演映画。 |
| 2016年 | 9月19日、20日、24日、25日       | 6th single「Ever Yell」発売記念ミニライブ＆握手会                                                                                             | 9月19日 神奈川:横浜ランドマークタワー ガーデンスクエア 9月20日 東京:サンシャインシティ噴水広場 9月24日 大阪:くずはモール 南館ヒカリノモール1F SANZENHIROBA 9月25日 愛知:中部国際空港セントレア 4F イベントプラザ | |
| 2016年 | 11月1日                         | 7th single「気分上々↑↑feat.SAE TOKIMIYA」 発売記念ミニライブ＆握手会                                                                          | サンシャインシティ噴水広場 | |
| 2016年 | 12月14日、17日、18日            | 2nd album「アルス上々↑↑↑」発売記念ミニライブ＆握手会                                                                                          | 12月14日 東京:東京ドームシティ ラクーアガーデンステージ 12月17日 愛知:イオンモール木曽川1Fノースコート 12月18日 兵庫:神戸ハーバーランド スペースシアター | |
| 2016年 | 12月10日、11日、23日、25日      | 2nd album「アルス上々↑↑↑」発売記念イベント 「アルスマグナメンバー個別レクリエーション～かるたで遊ぶマグナ～」                                 | 12月10日、11日 東京:TKP新橋カンファレスセンター 12月23日 大阪:TKPガーデンシティ大阪梅田 12月25日 愛知:ダイティックサカエ | |
| 2017年 | 4月2日、15日                    | 武道館の舞台裏も暴露!?スペシャルトークイベント                                                                                                | 4月2日 東京:CARATO71 4月15日 大阪:ドゥラボ | |
| 2017年 | 6月20日                         | 9th single「全開で行こう」発売記念イベント ハイタッチ会                                                                                       | 池袋ニコニコ本社 B2イベントスペース | |
| 2017年 | 6月27日、28日                   | 9th single「全開で行こう」発売記念イベント ミニライブ＆握手会                                                                                 | 6月27日 東京:サンシャインシティ噴水広場 6月28日 大阪:あべのキューズモール 3Fスカイコート | |
| 2017年 | 7月17日～8月13日                | 9th single「全開で行こう」発売記念イベント トーク＆握手会                                                                                     | 7月17日 札幌:アリオ札幌 1階 ハーベストコート広場 7月22日 仙台:イオンモール名取 3F イオンホール 7月28日 広島:エールモール 広島駅南口地下広場 7月31日 愛知:ナディアパーク 2Fアトリウム イベントスペース 8月13日 福岡:ゆめタウン久留米 ウエストコート | |
| 2017年 | 10月2日～5日                    | アルスマグナ10th single「チョークスリーパーまり子先生」発売記念 アルスマグナ ポップアップショップ期間限定オープン                             | HMV&BOOKS TOKYO | |
| 2017年 | 11月2日～12月11日               | 3rd album「アルスロットル」発売記念『アルスロットル展』                                                                                       | 11月2日～15日 大阪:梅田ロフト5Fロフトフォーラム 11月25日～12月11日 東京:渋谷ロフト6F特設会場 | |
| 2017年 | 12月2日、16日                   | 3rd album「アルスロットル」発売記念イベント 「アルスマグナメンバー個別レクリエーション～九瓏ノ主学園期末テストにチャレンジしてマグナ～」      | 12月2日 東京:CARATO71 12月16日 大阪:梅田スカイビル会議室 | |
| 2017年 | 12月9日～17日                   | 3rd album「アルスロットル」発売記念ミニライブ＆握手会、トーク＆握手会                                                                         | 12月9日 神奈川:アリオ橋本 1Fグランドガーデン 12月10日 愛知:エアポートウォーク名古屋 3Fイベントステージ 12月12日 東京:サンシャインシティ噴水広場 12月15日 千葉:ららぽーとTOKYO-BAY 北館1F 中央広場 12月17日 大阪:くずはモール 南館ヒカリノモール 1F SANZENHIROBA | |
| 2018年 | 1月29日～2月18日                | 3rd album「アルスロットル」発売記念『アルスロットル展』                                                                                       | 1月29日～2月18日 愛知:ロフト名古屋1Fロフトマーケット | |
| 2018年 | 2月14日                         | アルスマグナ インターネットサイン会 九瓏ケント＆朴ウィト                                                                                      | リミスタYouTube Live | |
| 2018年 | 2月17日、18日                   | ARSMAGNA×JUNON MEMORIAL PHOTOBOOK ARSMAGNA for the MATE! 発売記念イベント                                                                     | 2月17日 東京:八重洲ブックセンター 2月18日 東京:三省堂書店 池袋本店 | |
| 2018年 | 4月5日                          | アルスマグナ～半熟男子の野望～DVD販売記念「生・半熟男子」                                                                                     | 品川インターシティホール | |
| 2018年 | 4月7日～15日                    | 「アルス・ブートキャンプ」ボディメイク・サーキット                                                                                            | 4月7日 千葉:セブンパークアリオ柏 スマイル・パーク 4月8日 埼玉:イオンレイクタウンkaze 光の広場 4月14日 東京:カレッタ汐留 イベントスペース 4月15日 東京:ららぽーと立川立飛 2階 屋外イベント広場 | 4月7日:九瓏ケント、朴ウィト、泉奏 4月8日:九瓏ケント、朴ウィト、榊原タツキ 4月14日:九瓏ケント、泉奏、榊原タツキ 4月15日:九瓏ケント、朴ウィト、榊原タツキ |
| 2018年 | 5月3日、4日                     | 11th DVD single「アルス・ブートキャンプ」発売記念イベント                                                                                     | 5月3日 大阪:アリオ八尾 5月4日 愛知:中部国際空港セントレア | |
| 2018年 | 9月8日、9日、16日、17日         | アルスマグナ ”ブートキャンプ・コンテスト!” | 9月8日 広島:エールモール 広島駅南口地下広場 9月9日 岐阜:モレラ岐阜 オレンジプラザ 9月16日 愛知:ナディアパーク 2Fアトリウム イベントスペース 9月17日 埼玉:アリオ鷲宮 太陽の広場 | ＜広島、岐阜＞ 九瓏ケント、神生アキラ、榊原タツキ ＜愛知、埼玉＞ 九瓏ケント、朴ウィト、泉奏 |
| 2018年 | 9月24日                         | 4th albem「アルスミュージアム」発売記念イベント ミニライブ＆握手会                                                                            | 9月24日 大阪:イオンモール茨木 1F 中央吹き抜けジョイプラザ 10月2日 東京:サンシャインシティ噴水広場 | |
| 2018年 | 9月28日～11月30日               | 4th albem「アルスミュージアム」発売記念「アルスマグナPOP UP SHOP ツアー」                                                                     | 9月28日～10月9日 福岡:HMV&BOOKS HAKATA 10月20日～31日 大阪:HMV&BOOKS SHINSAIBASHI 11月20日～30日 東京:HMV&BOOKS SHIBUYA | |
| 2018年 | 12月22日～24日                  | 4th album「アルスミュージアム」発売記念イベント 「アルスマグナメンバー個別レクリエーション～アルスと一緒にクリスマスパーティーだマグナ～」    | 12月22日 東京:CARATO71 12月23日 愛知:ウインクあいち 601～603 12月24日 大阪:まいどーむ大阪 2F展示ホールB | |
| 2019年 | 3月2日、4日                     | アルスマグナ インターネットサイン会 九瓏ケント＆泉奏                                                                                          | リミスタYouTube Live | |
| 2019年 | 4月21日                         | アルスマグナ 秘密の作戦会議 | 都内 | |
| 2019年 | 7月20日～8月3日                 | 「ケント先生の頭ポンポン会」 | 7月13日 東京:渋谷区文化総合センター大和田 さくらホール 7月14日 東京:Space emo 池袋 7月15日 東京:アニメイト新宿B2F animate hall SHINJUKU 7月20日 愛知:名古屋市博物館 講堂 7月21日、22日 大阪:クレオ大阪南 ホール 7月26日 北海道:札幌市教育文化会館 講堂 8月3日 福岡:福岡国際会議場 小会議場405・406 | |
| 2019年 | 7月20日～8月4日                 | 『 榊原家のTea Party 』×「アキバ絶対領域A.D.1912」 コラボカフェ                                                                               | メイドカフェ＆ワイナリー アキバ絶対領域A.D.1912 | |
| 2019年 | 7月30日                         | アルスマグナ FC限定生配信 | | |
| 2019年 | 11月14日～20日                  | 『ARS THE BEST』リリース記念 CDショップ一日店長に任命！名刺おわたし会                                                                         | 11月14日 タワーレコード池袋店 6F ＜泉、タツキ＞ 11月16日 TSUTAYA 浅草ROX店 ＜ケント、パク＞ タワーレコード秋葉原店 ＜ケント、パク＞ 11月18日 HMVエソラ池袋 ＜パク、タツキ＞ 11月20日 SHIBUYA TSUTAYA 2F ＜泉、アキラ＞ | |
| 2019年 | 11月23日～12月1日               | アルスマグナ『ARS THE BEST』リリース記念ミニライブイベント                                                                                    | 11月23日 埼玉:イオンレイクタウンmori 木の広場 11月27日 東京:サンシャインシティ噴水広場 11月30日 大阪:アリオ八尾１Fレッドコート 12月1日 愛知:イオンモール常滑 ワンダーフォレストきゅりお内 ワンダーステージ | |
| 2019年 | 11月26日～12月2日               | アルスマグナ『ARS THE BEST』リリース記念 展示                                                                                                 | 北海道:アキラ担当 HMV札幌ステラプレイス「私立九瓏ノ主学園 創立記念オープンキャンパス」で着用した「ミロク乃ハナ」衣装 宮城:泉担当 タワーレコード仙台パルコ店「龍煌祭～学園の七不思議を追え!～」で着用した「フェスティバル・オブ・テラー」衣装 愛知:パク担当 タワーレコード名古屋近鉄パッセ店「私立九瓏ノ主学園 創立記念オープンキャンパス」で着用したパクドル衣装 福岡:タツキ担当 タワーレコード福岡パルコ店「マシュマロ」Music Video衣装 京都:コンスタンティン担当 JEUGIA三条本店「アルスマグナ LIVE TOUR 2015夏にキスしていいですか?~半熟ロマンス臨海学校~」で着用した衣装 大阪:ケント担当 HMVグランフロント大阪「クロノステージ vol.02 ～Chase the Promise!!～」で着用した「無限の時間を与えましょう」衣装 | |
| 2019年 | 12月2日                         | アルスマグナ インターネットサイン会 神生アキラ＆泉奏                                                                                          | リミスタYouTube Live | |
| 2019年 | 12月8日、15日、21日             | 『ARS THE BEST』発売記念！ 「個別レクリエーション～アルスと一緒に年の瀬パーティーだマグナ～」                                                 | 12月8日 愛知:東建ホール 12月15日 大阪:大阪南港ATC O's北館4F(南側)催事場 12月21日 東京:CARATO71 | |
| 2020年 | 1月11日～13日                   | 「KENTO KUROU in“Dark Retribution” ～紫焔の天穹～」DVD 発売記念リリースイベント                                                               | 渋谷マルイ 8Fイベントスペース | 1月11日:九瓏ケント、伊織、百合野 1月12日:九瓏ケント、伊織、隈川 1月13日:九瓏ケント、伊織、瑞沢 |
| 2020年 | 2月1日～9日                     | アルスマグナ×TOWER RECORDS CAFE | 東京:TOWER RECORDS CAFE 渋谷店 ＜神生アキラ／泉奏／朴ウィト＞ 大阪:TOWER RECORDS CAFE 梅田NU茶屋町店 ＜九瓏ケント／榊原タツキ／コンスタンティン＞ | |
| 2020年 | 2月12日                         | アルスマグナ インターネットサイン会 九瓏ケント＆泉奏                                                                                          | リミスタYouTube Live | |
| 2020年 | 2月24日                         | アルスマグナ×タワーレコード コラボグッズ発売記念イベント                                                                                      | タワーレコード池袋店 5Fイベントスペース | 出演:神生アキラ、朴ウィト、榊原タツキ |
| 2020年 | 4月26日                         | アルスマグナ インターネットサイン会 九瓏ケント                                                                                                | リミスタYouTube Live | |
| 2020年 | 6月6日～7月25日                 | アルスマグナ「My Little HERO」発売記念インターネットサイン会                                                                                  | リミスタYouTube Live | 6月6日:14:00～ 神生アキラ、小日向タケル 16:00～ 榊原タツキ、弓削ミコト 18:00～小日向タケル、弓削ミコト 20:00～神生アキラ、榊原タツキ 6月7日: 14:00～神生アキラ、津田ダイチ 16:00～泉奏、宇迦野リンネ 18:00～泉奏、津田ダイチ 20:00～神生アキラ、宇迦野リンネ 6月14日: 16:00～朴ウィト、津田ダイチ 18:00～榊原タツキ、小日向タケル 20:00～朴ウィト、小日向タケル 6月27日: 16:00～神生アキラ、東郷スバル 18:00～九瓏ケント、弓削ミコト 20:00～神生アキラ、九瓏ケント 6月28日: 16:00～泉奏、東郷スバル 18:00～朴ウィト、津田リク 20:00～泉奏、朴ウィト 7月24日: 16:00～朴ウィト、榊原タツキ 18:00～九瓏ケント、宇迦野リンネ 20:00～朴ウィト、九瓏ケント 7月25日: 16:00～泉奏、津田リク 18:00～九瓏ケント、津田ダイチ 20:00～泉奏、九瓏ケント |
| 2020年 | 6月3日～8月22日                 | ”おうちでアルス”企画 ゆるゆるトークバラエティ アルスマグナの「ゆるまぐ」                                                                      | LINE LIVE | 6月3日:神生アキラ、小日向タケル、津田リク 6月15日:泉奏、東郷スバル、津田ダイチ 6月21日:榊原タツキ、弓削ミコト、泉奏 7月4日:九瓏ケント、朴ウィト、宇迦野リンネ 7月11日:神生アキラ、東郷スバル、小日向タケル 7月19日:朴ウィト、津田リク、津田ダイチ 8月1日→8月22日:九瓏ケント、榊原タツキ、弓削ミコト (※弓削ミコトが体調不良だったため配信延期) |
| 2020年 | 6月3日～8月22日                 | トークイベント＜オンラインで初めましてマグナ～＞                                                                                              | Zoom | 6月3日:神生アキラ、小日向タケル、津田リク 6月15日:泉奏、東郷スバル、津田ダイチ 6月21日:榊原タツキ、弓削ミコト、泉奏 7月4日:九瓏ケント、朴ウィト、宇迦野リンネ 7月11日:神生アキラ、東郷スバル、小日向タケル 7月19日:朴ウィト、津田リク、津田ダイチ 8月1日→8月22日:九瓏ケント、榊原タツキ、弓削ミコト (※弓削ミコトが体調不良だったため配信延期) |
| 2020年 | 8月13日 →9月14日                | DVDシングル 「My Little HERO」 発売記念！豪華プレミアムイベント「リリイベもアルスと一緒にオンラインでマグナ～」                               | タワーレコードオンライン | ※メンバーに体調不良者が出たため延期、無観客配信のみの開催。 |
| 2020年 | 9月15日                         | au PAY マーケット 通販アプリ配信 | | 出演：榊原タツキ |
| 2021年 | 3月6日、9日                     | アルスマグナ「Bim Bim Bump!」オンラインで1on1トーク会                                                                                         | SHOWROOM Meet | 3月6日:神生アキラ、朴ウィト、榊原タツキ、津田ダイチ、宇迦野リンネ、東郷スバル 3月9日:泉奏、九瓏ケント、小日向タケル、津田リク、弓削ミコト |
| 2021年 | 3月6日、9日                     | アルスマグナ「Bim Bim Bump!」発売記念インターネットサイン会【第1弾】                                                                          | リミスタYouTube Live | 3月6日: 11:30～神生アキラ、榊原タツキ、津田ダイチ 19:30～朴ウィト、宇迦野リンネ、東郷スバル 3月9日: 16:00～泉奏、九瓏ケント、津田リク |
| 2021年 | 4月4日、10日                    | アルスマグナ「Bim Bim Bump!」発売記念インターネットサイン会【第2弾】                                                                          | リミスタYouTube Live | 4月4日: 12:00～泉奏、小日向タケル、東郷スバル 14:00～榊原タツキ、九瓏ケント、小日向タケル 16:00～泉奏、朴ウィト、小日向タケル 18:00～朴ウィト、榊原タツキ、九瓏ケント 4月10日: 12:00～津田リク、弓削ミコト、宇迦野リンネ 14:00～小日向タケル、津田ダイチ、宇迦野リンネ 16:00～神生アキラ、津田リク、宇迦野リンネ 18:00～神生アキラ、津田ダイチ、弓削ミコト |
| 2021年 | 4月11日                         | アルスマグナ「Bim Bim Bump!」発売記念 “おうちでアルスVer.2”オンラインで撮影会                                                                 | Meet Pass | |
| 2021年 | 5月1日                          | 【おうちでアルスVer.2】オンラインでトークイベント                                                                                             | タワーレコードオンライン | ※無観客配信のみの配信。 |
| 2021年 | 4月17日                         | 「アルスマグナ×Oshitoコラボ記念 Bim Bim Bump!リリース トリプルトークイベント 第一弾 タケル＆スバル」                                          | Creators' Merch "Oshito"イベントステージ | |
| 2021年 | 4月25日 →5月15日                | 「アルスマグナ×Oshitoコラボ記念 Bim Bim Bump!リリース トリプルトークイベント 第二弾 ダイチ＆リク」                                            | Creators' Merch "Oshito"イベントステージ | ※新型コロナウイルス感染拡大防止のため延期開催。 |
| 2021年 | 5月2日→5月16日                  | 「アルスマグナ×Oshitoコラボ記念 Bim Bim Bump!リリース トリプルトークイベント 第三弾 リンネ＆ミコト」                                          | Creators' Merch "Oshito"イベントステージ | ※新型コロナウイルス感染拡大防止のため延期開催。 |
| 2021年 | 6月7日                          | ネット配信&TOKYO MX トーク番組「TALKINʼ ABOUT」                                                                                               | YouTube | 出演:神生アキラ、小日向タケル、津田ダイチ、宇迦野リンネ |
| 2022年 | 1月10日                         | 「アルスマグナ×Oshitoコラボ記念 ダブルトークイベント 第一弾 タケル＆ダイチ＆リク」                                                            | Creators' Merch "Oshito"イベントステージ | |
| 2022年 | 1月16日                         | 「アルスマグナ×Oshitoコラボ記念 ダブルトークイベント 第二弾 スバル＆ミコト＆リンネ」                                                          | Creators' Merch "Oshito"イベントステージ | |
| 2022年 | 3月21日                         | 「超グラデュエーションパーティー！ in TOKYO FINAL発売記念お渡し会 DAY1 ダイチ・リク・スバル」                                                 | Creators' Merch "Oshito"イベントステージ | |
| 2022年 | 3月23日                         | YouTube生配信番組「TALKIN ABOUT"mini"」 | YouTube | |
| 2022年 | 3月26日                         | 「超グラデュエーションパーティー！ in TOKYO FINAL発売記念お渡し会 DAY1 タケル・リンネ・ミコト」                                               | Creators' Merch "Oshito"イベントステージ | |
| 2022年 | 4月3日、4月10日、5月1日         | KENTO KUROU in “Dark Retribution” Vol.4 ～狭霧の光芒～ 発売記念イベント トークイベント＋ソーシャルハイタッチ会＋抽選会(2ショットチェキ撮影会) | 4月3日 TIME SHARING 新宿5B4月10日 Space emo 池袋5月1日 日本橋PACMAN | 4月3日:九瓏ケント、伊織、隈川4月10日:九瓏ケント、伊織、百合野5月1日:九瓏ケント |
| 2022年 | 4月5日                          | ネット配信&TOKYO MX トーク番組「TALKINʼ ABOUT」                                                                                               | YouTube | ※体調不良により東郷スバルは欠席。 |
| 2022年 | 5月10日                         | KENTO KUROU in “Dark Retribution”4部完結記念 インターネットサイン会                                                                           | リミスタYouTube Live | |
| 2022年 | 6月29日、7月2日、7月3日、7月9日 | アルスマグナNew Single『ルーズリーフ』発売記念イベント                                                                                        | 6月29日 オンライン(YouTube)7月2日 Space emo 池袋7月3日 Creator's Merch“Oshito”7月9日 オンライン(YouTube) | 7月3日:13:00～津田リク、弓削ミコト、東郷スバル15:00～小日向タケル、宇迦野リンネ、津田ダイチ |

### パクドル
| 公演年 | 日程          | タイトル                                                                       | 会場                                                                                            | 備考                              |
| ------ | ------------- | ------------------------------------------------------------------------------ | ----------------------------------------------------------------------------------------------- | --------------------------------- |
| 2015年 | 11月2日       | PARKDOLL WORLDTOUR「Yes…」                                                     | TSUTAYA O-EAST                                                                                  |                                   |
| 2017年 | 4月21日       | PARKDOLL ONE MAN LIVE「MONSTER」                                               | TSUTAYA O-EAST                                                                                  |                                   |
| 2017年 | 4月22日       | パクドル日本1st album 「Yes…」発売記念ミニライブ＆サランヘヨ会                 | VenusFort 2F 教会広場                                                                           |                                   |
| 2017年 | 5月21日、27日 | PARKDOLL テレビドラマ「今夜もLL」presents 「今夜もLL♡ SPECIAL LIVE」vol.1      | 5月21日 東京:品川インターシティホール 5月27日 大阪:大阪OBPホール                                |                                   |
| 2017年 | 6月23日～25日 | 「今夜もLL♡(LIVE&LOVE)」 エピソード①「私の頭の中のパクドル」舞台挨拶付き上映会 | 6月23日 東京:新宿バルト9 6月24日 神奈川:横浜ブルク13、東京:新宿バルト9 6月25日 大阪:梅田ブルク7 | ゲスト出演:榊原タツキ、九瓏ケント |
| 2018年 | 1月13日       | PARKDOLL＆HERO PRIVATE DINNER SHOW IN JAPAN ～カムサハムニダパーティー2018～   | 第一ホテル東京 5階「ラ・ローズ」                                                                |                                   |

### me can juke

#### 主なライブ
| 公演年 | 日程          | タイトル                                                   | 会場                                                  | 備考 |
| ------ | ------------- | ---------------------------------------------------------- | ----------------------------------------------------- | ---- |
| 2017年 | 11月3日、12日 | me can juke First Concert「FIRE or ICE」                   | 11月3日 大阪:Zepp Namba 11月12日 東京:Zepp Diver City |      |
| 2019年 | 1月14日、27日 | me can juke Second Concert「Ambition～完熟への決意表明～」 | 1月14日 大阪:Zepp Namba 1月27日 東京:Zepp Diver City  |      |

#### その他イベント
| 公演年 | 日程             | タイトル                                                                                     | 会場 | 備考       |
| ------ | ---------------- | -------------------------------------------------------------------------------------------- | --- | ---------- |
| 2018年 | 1月31日～2月14日 | me can juke × nicocafe コラボカフェ vol.1                                                    | 池袋P'PARCO B2Fニコニコ本社                                                                                              |            |
| 2018年 | 1月31日          | me can juke × nicocafe コラボカフェ コラボ記念ニコ生放送                                     | 池袋P'PARCO B2Fニコニコ本社                                                                                              |            |
| 2018年 | 1月26日、2月4日  | me can juke 1st mini album「FIRE or ICE」発売記念ミニライブ＆メッセージ会                    | 1月26日 大阪:大阪市中央公会堂中集会室 2月4日 東京:お台場 VenusFort 2F 教会広場                                           |            |
| 2019年 | 1月7日～27日     | me can juke × nicocafe コラボカフェ vol.2                                                    | 1月7日～15日 大阪:digmeout ART&DINER 1月14日～27日 東京:池袋P'PARCO B2Fニコニコ本社                                      |            |
| 2019年 | 3月13日          | 「MUSIC BOX VOL2」                                                                           | 白金高輪SELENE b2 | ゲスト出演 |
| 2019年 | 4月27日～30日    | 「Meat&Great」ライブme can juke の meキャス Presents                                         | 4月27日 仙台:仙台 Rensa 4月29日 福岡:福岡 DRUM LOGOS 4月30日 広島:広島 CLUB QUATTRO                                      |            |
| 2019年 | 5月1日           | 「令和元年だよ！全員集合！OKAYAMA MUSIC BOX」                                                | 岡山クレイジーママ・キングダム                                                                                           | ゲスト出演 |
| 2019年 | 5月21日～26日    | me can juke DVD『me can juke 2nd Concert 「Ambition ～完熟への決意表明～」』リリースイベント | 21日 東京:サンシャインシティ噴水広場 25日 三重:イオンモール鈴鹿 中央コート 26日 大阪:あべのキューズモール 3Fスカイコート |            |
| 2019年 | 5月31日          | meキャス特番!!me can juke DVD発売記念スペシャル特番                                          | LINE LIVE |            |

## 出演

### テレビ
- アルスマグナ ～半熟男子の野望～(2015年4月26日 - 6月21日、毎日放送、全８回)
- アルスマグナ ～半熟男子の野望２～(2017年10月4日 - 11月29日、TOKYO MX、全９回)
- アルスマグナ ～半熟男子の野望２HYPER～(2017年12月9日 - 2018年2月28日、TOKYO MX、全12回)
- B.B.レアリティ「ツキイチアルス！」（2024年8月26日-、TOKYO MX 他26局）

### ラジオ
- 私立九瓏ノ主学園放送室～アルスマグナ情報局～（2015年10月2日 - 2018年3月31日、東海ラジオ）
- ニコラジパーク（2016年10月3日 -2021年3月25日 、JFN系列） - 神生アキラが木曜パーソナリティーを担当

### 配信
- コス☆メン（2011年10月22日-2013年12月18日、毎月第1・第3土曜日、ニコニコ生放送）
- コス★メン♂～Hyper!!～（2014年9月14日-2015年5月27日、月1配信、ニコニコ生放送）
- コス★メン♂R!!!（2020年4月24日-配信中、月1配信、YouTube）
- ゆるゆるトークバラエティー”アルスマグナの「ゆるマグ」”（2016年2月29日-配信中、不定期配信、LINE LIVE）

### 映画
- ザ・ムービー アルスマグナ危機一髪!（2016年）[7]

### 舞台
- クロノステージvol.1～コンスタンティンを捜せ!～（2013年）
- クロノステージvol.2～Chase the Promise!!～（2014年）
- クロノステージvol.3～鏡の中のアウフタクト～（2016年）
- クロノステージvol.4 絆ストーリー ～Link to smile～（2020年）
- クロノステージvol.5 憧憬のConflict (2021年)
- クロノステージvol.6 Seriously～汗水垂らして舞い踊れ！～(2022年)

## 書籍

### フォトブック
- アルスマグナ 1stフォトブック -Shot of chronos-（2015年4月30日発売、ISBN 978-4-04-730514-4）
- アルス ドタバタ密着Memories（2017年2月24日発売、ISBN 978-4-04-734504-1）
- ARSMAGNA×JUNON MEMORIAL PHOTOBOOK ARSMAGNA for the MATE!（2018年2月16日発売、ISBN 978-4-39-115135-0）

### スコアブック
- フォト&スコアブック アルスマグナ/ピアノ・コレクション（2015年12月30日発売、ISBN 978-4-28-514435-2）

### 漫画・小説
漫画
- 私立九瓏ノ主学園アルスマグナ活動日誌（2016年2月29日発売、ISBN 978-4-04-730958-6）作画：不二原理夏、原作：上原朋子、監修：九瓏ノ主学園生徒会、連載：B's-LOG COMIC
- アルスマグナ アンソロジー（2016年6月1日発売、ISBN 978-4-04-734110-4）カバーイラスト：雪広うたこ、口絵カラーイラスト：ウチヤマユウジ、漫画：不二原理夏・マツリセイシロウ・呉羽リコ・加々見絵里・千歳あさひ・兎原シイタ・なかおもとこ・吉祥、原案：九瓏ノ主学園生徒会
- 私立九瓏ノ主学園 アルスマグナ 4コマ日記（2017年5月1日発売、ISBN 978-4-04-734580-5）作画：永緒ウカ、監修：九瓏ノ主学園生徒会、連載：ビーズログCHEEK
- アルスマグナの奇妙で平凡な日常（2020年1月26日発売）作画：はしびろ、監修：九瓏ノ主学園生徒会、連載：公式Twitter

小説
- アルスマグナ The Beginning ～コンスタンティンを捜せ!～ （2017年03月15日発売、ISBN 978-4-04-734522-5）著：石倉リサ、原案：上原朋子、監修：九瓏ノ主学園生徒会、カバーイラスト：雪広うたこ、本文イラスト：はしびろ

## 評価
マイナビニュースの記事では、「アニメやマンガ（2次元）などの原作を、生身の人間（3次元）に投影させ実写・舞台化」させた「従来の2.5次元」とは異なり、アルスマグナの世界は「2次元と3次元との狭間でリアルタイムに存在する」と評している。そして「ライヴや舞台のステージ上で展開していくオリジナルストーリーと、観客の目の前で繰り広げられるキレのいいダンスが最大の持ち味」であるとしている。
サイゾーウーマンの記事において和久井香菜子は、アルスマグナが「若い女子たちにウケている」理由として「女子の大好きなキャラテイストをしっかり踏襲して」いることをあげており、また「ダンス力もファンをつかむ大きな要因となっている」としている。そして「アニメや漫画といった2次元文化が浸透しきった今、私たちは2次元と3次元の世界を自由に行き来することができるようになった」とした上で、「生身のアイドルとキャラクターとの境界線がかなりあいまいになった中で、自分に都合のいい妄想をかき立ててくれるアイドルやキャラクターを追い求めた結果なのではないだろうか」と述べている。